# 태조 (고려)
고려 태조(高麗 太祖, 877년 2월 4일(음력 1월 14일, 율리우스력 1월 31일) ~ 943년 7월 9일(음력 5월 29일, 율리우스력 7월 4일))는 후삼국 시대 태봉의 장군이자 고려를 건국한 고려의 초대 국왕 (재위 : 918년 7월 30일(음력 6월 15일, 율리우스력 7월 25일) ~ 943년 7월 9일(음력 5월 29일, 율리우스력 7월 4일))이다.
성은 왕(王), 휘는 건(建), 본관은 개성(開城), 자(字)는 약천(若天), 묘호(廟號)는 태조(太祖), 시호(諡號)는 응운원명광렬대정예덕장효위목인용신성대왕(應運元明光烈大定睿德章孝威穆仁勇神聖大王)이고 능호는 현릉(顯陵)이다.

## 개요
송악(松嶽)의 호족 왕륭과 그 부인 한씨 사이에서 877년에 태어났으며, 896년에 궁예의 휘하에 들어가 그의 장수가 되었다. 그 후 충주와 청주 등의 충청도 지역들을 점령해 태봉의 세력권을 넓혔으며, 이후 후백제와의 교전에서 거듭 승리하여 전라도와 경상도 서부 지역에서 견훤의 군사를 여러 번 격파했는데, 903년 나주와 주변 지역들을 점령했으며, 906년 상주(尙州)의 사화진, 909년 진도 부근의 도서들과 나주를 재점령하였다. 이후 후백제의 배후를 위협하고, 후백제와 중국과의 뱃길을 차단하여 국력을 확장시켰다. 이러한 뛰어난 전과들을 바탕으로 궁예의 총애를 받으며 마흔 살도 되지 않은 젊은 나이에 백관의 우두머리인 시중(侍中)에까지 올랐다. 918년에 태봉국의 국왕 궁예의 독단과 전횡을 문제 삼은 신숭겸, 복지겸, 배현경, 홍유 등의 무장들과 일부 호족들의 지지로 거병을 일으킨 왕건은 마침내 궁예를 축출하여 태봉을 멸망시키고 고려를 건국한다.  요나라가 발해를 침략하자 왕건에게 지원을 수요청했으나 후백제와 전쟁 중이라서 도와주지 못했고 결국 발해는 멸망했다.
이후 후백제의 견훤과 세력을 다투었으며, 927년 10월 견훤이 경주를 유린, 약탈하자 출병했으나 공산 동수 전투에서 후백제에게 대패했고, 한동안 수세에 몰렸다가 3년 후 고창 병산 전투(高敞 炳山 戰鬪)에서 후백제군을 대파하고 마침내 패권을 잡았다. 이후 935년 견훤이 아들 신검에게 쫓겨나 투항해왔고, 이후 다시 신라 경순왕의 자발적인 투항이 이어졌으며, 왕건은 경순왕에게 두 딸인 낙랑공주와 공주 왕씨를 혼인시키고, 정승공(政承公)에 봉하였으며 토지와 경주를 식읍으로 내렸다. 또 경순왕을 경주의 사심관으로 삼아 고려 사심관 제도의 시원이 되었다. 1년후인 936년 9월에 9만에 가까운 대군을 일으켜 후백제를 멸망시켰다.
정책적인 면에서는 926년이전 부터 발해 유민을 받아들이고 북진 정책을 추진하였으며, 호족 가문의 딸들과의 결혼정책, 자제를 도성으로 유학시켜서 볼모로 삼는 등 융화적인 정책들을 펼쳤다.

## 생애

### 출생과 가계
왕건은 877년 1월 31일 송악(松嶽)의 남쪽 자택에서 송도의 신흥 호족 왕륭(王隆)과 그의 부인 한씨(韓氏)의 장남으로 태어났다. 송악의 유력 호족이었던 아버지 왕륭은 후일 궁예가 거병하자 그 휘하에 의탁하였고, 태봉 금성태수(金城太守)를 역임하기도 했다.
왕건은 어릴 적부터 총명함과 슬기로움이 남달랐으며 용모도 훤칠하여 장부다운 기상을 두루 갖추고 있었다.
가계는 증조부 이전은 다소 불확실한데, 언제부터 그가 왕씨 성을 사용했는가는 불확실하다. 증조모 진의(정화왕후로 추존)는 고구려 유민인 강호경과 강충의 후손으로 신천의 호족인 강씨(康氏) 가문이었다. 고려 때 관찬된 편년통록에 의하면 그의 조부 작제건은 당나라 숙종의 아들이라 하며 이름은 '왕건'이다. 다만, 전설적인 면이 강하여 사실성은 의심받고 있다. 고려 왕실 공식 족보인 고려 성원록, 왕대종족기에는 작제건이란 이름이 전혀 언급되지 않고 증조부와 조부의 이름을 모르기 때문에 따로 기술하지 않고 있다. 신천 강씨 일족은 왕건의 증조부의 외가쪽 성씨로 기록되어 있다.
고려 의종때 김관의가 태조 왕건의 족보를 채집해 기록한 고려편년통록(高麗編年通載)에 의하면 고려를 건국한 태조 왕건의 증조모 정화왕후 강씨(貞和王后 康氏)는 고구려계 신라 사람인 강충(康忠)의 증손녀이자 고구려 출신의 신라 장군 강호경(康虎景)이 그녀의 증조부이다. 태조 왕건은 집안 가계상 고구려의 먼 후손에 해당한다.

### 도선 승려와 풍수지리 전설
또한 그의 출생에 대해선 다음과 같은 이야기가 전해져 오고 있다. 그의 외5대조인 강충(康忠)에게 한 승려가 지나가다 부소산 남쪽에 집을 짓고 거주하면 곧 군왕이 태어날 것이라고 예언하고 사라졌다. 승려의 예언에 따라 강충은 송악 부소산 근처에 터를 닦고 집을 짓고 살게 되었다.
고려사 태조 총서에 도선대사의 왕건의 탄생에 관한 예언을 이렇게 설명하고 있다.
세조가 송악의 옛집에서 살다가 몇 년 후 다시 그 남쪽에다 새 집을 지으려 했는데 바로 연경궁(延慶宮)의 봉원전(奉元殿) 터이다. 당시 동리산파(桐裏山派)의 조사(祖師) 도선(道詵)이 당나라에 들어가 일행(一行)의 지리법(地理法)을 배우고 돌아왔다.
백두산에 올랐다가 곡령(鵠嶺)에 이르러 세조가 새로 지은 저택을 보더니, ‘기장을 심어야 할 땅에다 어찌하여 삼을 심었을꼬?’라는 말을 남기고 가버렸다. 이 말을 들은 부인이 알려주자 세조가 급히 쫓아가 만나보고는 마치 진작부터 안 듯 친밀해졌다. 그리고 함께 곡령에 올라가 산수의 맥을 조사하고 천문과 운수를 자세히 살펴보고는 이렇게 일러주었다.
‘이 지맥은 임방(북쪽 지역.)의 백두산 수모목간(水母木幹)으로부터 뻗어와 마두명당(馬頭明堂)까지 이어져 있소. 그대는 또한 수명(水命)이니 수(水)의 대수(大數)를 따라 집을 육육(六六)으로 지어 36구로 만들면 천지의 대수와 맞아 떨어져 내년에는 반드시 귀한 아들을 낳을 것이니 이름을 왕건(王建)이라 하시오’
그리고는 봉인한 봉투를 만들고 그 겉봉에다가, ‘삼가 글월을 받들어 백 번 절하고 미래에 삼한을 통합할 임금이신 대원군자(大原君子) 족하께 바치나이다.’라고 썼다. 그 때가 당나라 희종(僖宗) 건부 3년 4월이었다.
세조가 그의 말대로 집을 짓고서 살았는데 이 달 위숙왕후(威肅王后)가 임신하여 태조를 낳았다.
고려사에서는 왕건이 태어날 때 신비한 광채와 자줏빛 기운이 방 안 가득 빛나고 하루종일 뜰에 서려 있었다고 적었다. 왕륭은 도선대사의 예언대로 아들이 태어나자 이름을 건이라 지었다.
왕건이 17살이 되자, 도선대사가 다시 송악으로 그를 찾아와 군사학과 천문학, 제례법 등을 가르쳤다.

### 설화
태조 왕건의 할아버지 작제건에 대한 설화는 전국에 분포되어 있는데 왕건과 작제건을 신성화 시키기 위하여 의도적으로 만들어낸 설화이며 신화로 알려져 있다.

### 태봉의 국왕 궁예의 휘하 부장
896년(신라 진성여왕 10년) 왕륭과 왕건 부자는 중부 지방의 강자로서 세력을 떨치던 궁예를 찾아가 미련없이 송악을 바치고, 그 밑으로 들어가 벼슬을 하였다. 태조는 태봉의 장군으로서 전장에서 무공을 세우고 태봉의 세력 확장에 매우 중요한 역할을 하였다.
896년 아버지를 따라 궁예(弓裔)의 휘하에 들어간 그는 898년(효공왕 2년) 궁예 진영의 정기대감(精騎大監)이 되었다. 898년 효공왕 시대) 정기대감에 오른 고려 태조는 약관의 나이에도 불구하고 뛰어난 지략과 통솔력으로 연이어 군대를 이끌고 출정하였으며, 900년까지 광주와 국원, 당성 등지를 평정하였다.
왕건은 병법에 밝았을 뿐만 아니라 덕망이 높고 추종자도 많았다. 왕건의 이러한 성품은 백성들에게 좋은 평가를 얻었고, 싸움에서도 유리한 입지를 확보하는 데 지대한 역할을 했다.

### 후삼국 시대

#### 후백제와의 교전
삼국사기 궁예전에 의하면 898년 궁예로부터 정기대감(精騎大監)으로 임명되어 양주(楊州)와 견주(見州)를 쳤다고 되어 있으나 이겼다라든지 함락시켰다라는 승전에 관한 표현들이 없어 왕건의 첫 전투는 별 소득이 없는 실패인 것으로 추정된다. 이후 900년 광주(廣州), 충주, 당성(唐城), 청주, 괴양(槐壤) 등을 평정하는데 성공해 그 공으로 아찬(阿粲) 위계를 받았다. 900년부터 황해 해상을 통해 후백제의 견훤과 교전하였다. 특히 송악의 해양 을 이끌던 그는 견훤과의 대결에서는 903년 전라남도 지역으로 진격하여 나주 등지를 점령하여 후백제를 배후에서 견제하게 하였으며, 또 신라 지역인 경상도 양주 지역의 장수 김인훈(金忍訓)이 위급함을 당해 궁예에게 도움을 요청하자 궁예의 명을 받고 김인훈을 구하는 활약도 하게 되어 이 공로들로 알찬(閼粲)에 승진하였다. 육지에서도 전라도·경상도 지방에서 견훤의 군사를 격파하여 영토를 확장하는 한편 정벌한 지방의 구휼(救恤)에도 힘써 백성의 신망을 얻었다. 그러나 이도학의 주장에 따르면왕건의 나주 점령은 909년이 맞다는 이야기가 있다. 그 이유는 903년 나주를 점령했다면 6년 간 아무 기록도 없다가 갑자기 나타난 909년 왕건의 나주 지역 공략과 이듬해인 910년 견훤의 나주 탈환 작전은 사리에 맞지 않기 때문이라는 말이 있지만, 이에 대해서 박종기 씨는 '고려사의 재발견' 29P에서 견훤이 중간에 나주를 다시 탈환한 것으로 해석하고 있고, 이후 궁예가 909년 왕건을 보내 대대적인 반격을 가해 승리한 것으로 보고 있다. 나주 전투의 경우 909년 이후에도 계속되어 910년 견훤의 재탈환 작전의 일시적인 실패와 이후 재점령, 다시 911년 왕건의 나주 재점령과 912년 궁예 자신이 직접 견훤과 덕진포(德津浦)에서 싸워 이겨, 이후 후고구려와 고려의 영토로 확정되었다가 929년에 다시 견훤이 재탈환했고, 이후 935년 4월 왕건의 명령으로 출정한 유금필의 정벌로 다시 나주를 수복할 때까지 전투가 계속 이어진다. 그리고 몽탄(夢灘)면의 지명 유래에서 알 수 있듯이 왕건은 '나주 공략'에서 이겼다고는 해도 역사서들과는 달리 견훤과 싸우면서 고전했음을 알 수 있다. 그리고, 신라 말과 고려 초의 대표적인 뛰어난 고승이였던, '사무외대사.'중 두 명인 형미와 경유의 비석의 내용에서 나오듯이 궁예가 908년과 912년에 직접 군사를 거느리고 나주로 가 견훤과 싸워 공을 세우고 승리했다는 이야기들이 있어 왕건만의 활약으로 나주 정벌이 이루어졌다는 것은 고려 왕조 건국 정당화를 위한 부당한 궁예 격하가 이루어졌음도 알 수 있다.
왕건은 906년 궁예의 명을 받고 정기장군(精騎將軍) 금식(黔式) 등을 거느리고 상주의 사화진에서 견훤과 여러 번 싸운 끝에, 결국 그의 군대를 격파하였다. 909년 진도 부근의 도서를 공격하고 나주시 금성을 정복하였다. 이후 덕진포에서 소수의 전함들로 견훤의 대함대를 화공으로 대파시켜 나주 사람들의 마음을 안심시켰다. 그리고 이후 서남해안에서 큰 세력을 가지고 해적 활동을 하던 '수달'을 체포해 궁예에게 보내는 전과를 올리기도 했다. 또한 정벌한 지방의 구휼에도 힘써 백성의 신망을 얻었으며, 913년 변방에서의 거듭된 공로를 인정받아 문무백관의 최고 우두머리인 시중(侍中)의 지위에까지 올라 명실상부한 2인자가 되었다. 왕건은 시중이 되어 공정한 정사를 펼쳤고 억울하게 모함을 입은 자들을 반드시 구해주며 사람들을 참소해 궁예의 신임을 얻던 아지태를 처벌하는 등의 선정을 베풀었다.
그는 충주와 청주 등의 충청도 지역과 경상북도의 상주 등을 점령하여 태봉국의 세력권을 넓혔으며, 나주를 공략하여 후백제의 배후를 위협하고, 중국과의 뱃길을 차단하는 데도 성공했다. 이렇게 되자 후백제는 태봉과 신라에 의해 사방이 가로막히고 말았다. 태봉이 나주를 점령하여 후백제 세력을 위축시키자 그 공로는 궁예와 왕건에게로 돌아갔고, 이때부터 왕건은 궁예에 이어 명실상부한 태봉국의 제2인자로 자리를 굳히게 된다.
덕진포에서의 대승리로 자신감을 얻은 궁예는 왕건에게 명하여 무진주를 공격하게 했으나, 견훤의 사위인 '지훤'(池萱)이 견훤의 지원을 받아 필사적인 방어전을 펴서 이로 인해 왕건은 패전하게 되었다.또 궁예의 재위 말에 왕건은 신라의 영해 지방을 공격했다가 대패한 후 이곳의 도인이였던 풍양 조씨의 시조인 조맹을 모셔와 그의 전략에 힘입어 신라 방면에서의 승리를 이끌어내는 모습들을 보여서왕건의 장군 시절의 업적은 마냥 백전백승의 영광이 아니었고 많은 풍진 속에 이룩한 업적이라 할 수 있다.

#### 장화왕후 오씨와의 만남

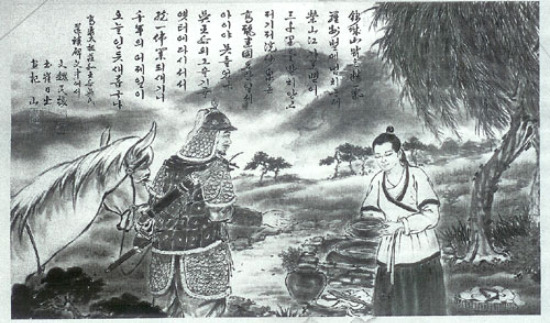
왕건과 오씨(훗날의 장화왕후)

한편 북원의 성주 양길은 후백제와 동맹을 맺고, 후백제의 견훤은 양길을 대장군으로 임명하여 태봉을 협공한다. 왕건은 군사 일부를 북원성으로 보내 양길의 군사와 대적하게 하는 한편 직접 수군을 이끌고 후백제의 목포, 신안, 나주 일대를 공격한다. 그 과정에서 나주의 유력 호족이며 오부돈의 아들인 오다련군 일파를 포섭한다. 후백제의 민심이 이반된 틈을 타 왕건은 서남해안을 공략하였고 오다련군 등 서남의 귀족들은 왕건에게 투항하였다. 갑판 선상에서 시내 위를 바라보던 왕건이 오색(五色)의 운기를 보고 달려갔다가 빨래하고 있는 오씨를 보았다.
그가 나주에 이르러 한 우물가에 있던 처녀에게 물을 달라 하였는데, 처녀는 바가지에 물을 떠주면서 버들잎을 하나 띄워서 주었다. 이유를 묻자 그가 빨리 마시고 체할 것이 염려된다는 것이었다. 그는 나주의 호족 오다련군을 만나게 되었고, 오다련군은 그의 사람 됨됨이가 범상치 않음을 알아보고 자신의 딸 오씨를 그와 결혼시킨다. 그 둘 사이에서 아들 무(뒷날의 혜종)이 태어나지만 그는 곧 군사를 이끌고 되돌아갔다.
본래 신분이 낮은 나주 호족의 딸이었으나, 태조를 만나 혜종을 낳고, 대광(大匡)인 박술희 등의 비호를 받았다. 언제 죽었는지는 알 수 없으나, 지금까지도 나주 지역에 그와 관련된 설화가 전해지고 있다. 태조가 군사를 이끌고 행군하던 중 목이 말라 우물을 찾다가, 나주 금성산(錦城山) 남쪽에 상서로운 오색 구름이 서려 있는 것을 보고 말을 타고 그 곳으로 달려갔다. 열일곱 살쯤 되어 보이는 예쁜 처녀가 우물가에서 빨래를 하고 있는 것을 보고 물을 청하자, 처녀는 바가지에 버드나무 잎을 띄워 건네주었다. 태조가 이상히 여겨 버드나무 잎을 띄운 까닭을 물었다.
대답하기를 "장군께서 급히 물을 마시다가 혹 체할까 염려되어 그리하였나이다" 하고는 얼굴을 붉히면서 고개를 떨구었다. 이에 감동한 태조가 그의 아버지를 찾아 가 청혼을 하고 흔쾌히 승낙을 받았는데, 처녀는 왕건이 찾아 오기 며칠 전에 이미 금룡 한 마리가 구름을 타고 날아와 자신의 몸 속으로 들어 오는 꿈을 꾸었다고 한다. 후에 태조는 혜종 왕무가 임금될 자격이 있음을 알았으나 모후의 신분이 모호하여 주변의 반발이 있자 왕위를 계승하지 못할까 염려하여 징표로 옷상자에 자황포(黃袍)를 담아 전해주었다. 뒤에 왕건이 태자를 책봉할 때 왕건이 징표로 장화왕후 오씨에게 하사한 자황포 비단을 대광(大匡) 박술희에게 보여주자, 박술희가 그 뜻을 알고 혜종을 정윤(正胤)황태지로 삼기를 적극 건의하여 성사시켰다.

#### 태봉국의 시중
당초 궁예가 현재의 구철원에서 송악으로 도읍을 옮긴 이유는 왕건과 그 일대의 경기도 북부, 황해도, 평안남도 지역의 옛 패서 지역의 고구려계 호족들의 도움을 받기 위해서였다. 북원을 중심으로 영향력을 떨친 양길을 제압하려면 패서 지역 호족들과 제휴할 필요가 있었던 것이다. 그러나 궁예는 뜻을 이루자 905년 다시 철원(구철원 북쪽 30리에 있는 풍천원)으로 복귀했다. 그러면서 청주 지역의 1천 가구를 철원땅으로 이주시킨다. 이것은 궁예가 송악 세력 외에 새로운 지지 세력을 확보하려는 뜻이었다. 그러나 이것은 궁예의 태봉 건국에 결정적인 역할을 한 패서 지역의 고구려계 호족들을 자극해 이때부터 궁예와 패서 지역 호족들간의 갈등은 태봉국의 멸망 때까지 계속되었다.
궁예와 왕건의 활약으로 태봉국은 후삼국 구도를 주도하게 되었고, 이에 따라 왕건의 지위도 점차 격상되어 913년 파진찬 겸 시중으로 임명되었으나, 이는 왕건이 평소 바라던 바가 아니었고 또 참소가 두려워 그 지위를 탐탁하게 여기지 않았다. 그는 시중에 임명되자 국정을 공명정대하게 처리했으며 감정을 누르고 행동을 근면성실하게 행동하면서 사람들의 마음을 얻기에 힘썼으며 어진 이를 좋아하고 악한 자를 미워했으며, 무고한 사람이 참소당하는 것을 볼 때마다 번번이 모두 억울함을 밝혀 구해 주었다. 청주(靑州) 사람 아지태(阿志泰)는 본래 아첨을 잘하고 간특한 자로, 궁예가 참외를 좋아한다는 것을 알고 같은 고을 사람인 입전(笠全),신방(辛方),관서(寬舒) 등을 참소했는데, 해당 관청에서 이를 심문하였지만 몇 년 동안 판결을 내리지 못했으나 왕건이 즉시 진위를 가려내어 아지태의 자백을 받아내자 사람들이 속 시원하게 여겼고, 공리로 말미암아 군부의 장교들과 종친과 공신 및 지략과 학식을 갖춘 사람들이 모조리 그림자처럼 그의 뒤를 따르게 되자 왕건은 궁예가 자신에게 철퇴를 겨누게 될 것이라고 생각해 두려워하게 되었다.
이에 왕건은 궁예에게 자청하여 변방으로 보내줄 것을 청하였다. 변방에 나가 있는 것이 중앙에 있는 것보다는 안전하다고 느꼈기 때문이다. 왕건의 간청에 따라 궁예는 그를 시중에서 해임하고 백선장군으로 삼아 다시 수군을 지휘하게 하였다. 왕건이 다시 수군을 맡게 되자 한때 나주 지역을 압박해 오던 후백제 군사들은 다시 위축되었다. 왕건이 나주 지역을 완전히 평정했다는 소리를 듣고 궁예는 "나의 여러 장수들 중에 누가 이 사람과 비길 만하겠는가?"하면서 왕건에 대한 칭찬을 아끼지 않았다. 그러나 궁예는 한편으로는 왕건의 세력과 입지가 강화되자 점차 위협을 느끼고 있었다. 이 때문에 궁예는 왕건을 급히 소환하여 선수를 쳤다. 왕건에게 관심법을 써서 위협을 가했던 것이다.
궁예는 평소 스스로 사람의 마음을 읽는 비상한 재주가 있다고 스스로 떠벌리곤 하였다. 터무니없는 관심법을 근거로 그는 이미 수많은 장수들과 신하들을 죽인 상태였다. 그들은 한결같이 역모죄로 몰려 죽었다. 이런 사태를 수도 없이 목격한 왕건은 궁예의 느닷없는 역모설에 위기감을 느꼈다. 그러나 왕건은 그런 내면을 드러내지 않고 의연하게 대처했다.

#### 역성혁명(易姓革命)과 추대
그러나 의심하는 한편으로 궁예는 왕건에게 충성심을 시험했다. 하루는 궁예가 왕건을 대궐 안으로 급히 불러들였다. 그때 궁예는 자신이 처형한 자들로부터 몰수한 금은과 보물, 진귀한 물건, 가재도구 등을 점검하고 있었다. 왕건을 보자 궁예는 성난 표정으로 노려보았다.
'그대가 어젯밤에 사람들을 모아서 반란을 일으키려고 했다는데, 이 말이 사실인가?'
그러나 이 말에 왕건의 얼굴빛은 조금도 변하지 않았다. 오히려 왕건은 태연하게 웃으면서 '어찌 그럴 리가 있겠습니까?'라고 대답했다. 이에 궁예가 다그치며 물었다. "그대는 나를 속이지 마라. 나는 능히 사람의 마음을 궤뚫어 볼 수 있다. 지금 곧 정신을 집중 시켜 그대의 마음을 꿰뚫어보리라." 하고는 집중하는 자세를 취했다. 왕건이 매우 난처한 상황에서 궁예는 눈을 감고 뒷짐을 지더니 한참 동안 하늘을 쳐다보았다. 이때 최응이 궁예의 옆에 있다가 고의로 붓을 떨어뜨리고는 내려와 그것을 줍는 척하면서 왕건에게 귓속말로 "복종하지 않으면 위태롭습니다."라고 귀띔해주었다. 이 말을 듣고 크게 깨달은 왕건은 역모를 거짓으로 시인하게 된다.
'사실은 제가 역모를 꾀하였습니다. 죽을 죄를 지었습니다.'
왕건의 이 말에 궁예는 껄껄 웃으면서 '그대는 과연 정직한 사람이다.'라고 말했다. 궁예는 이렇게 말하면서 왕건에게 상으로 조연을 베풀었다. 이어 금은으로 장식한 말안장과 굴레와 금괴를 왕건에게 특별히 내려주었다. 그리고는 '그대는 다시는 나를 속이려 들지 말라'는 말을 남겼다. 
그러나 궁예의 이 같은 행위는 왕건에게 심각한 신변의 위협을 느끼게 하였다.
궁예는 호족들과 계속 갈등하였고, 호족 세력에 염증을 느낀 궁예는 왕후 강씨와 두 왕자를 살해한다. 궁예의 숙청에 반감과 위기의식을 느낀 홍유, 신숭겸, 복지겸, 배현경 등은 서로 의논하여 왕건을 새로운 왕으로 추대할 계획을 세운다. 홍유, 배현경, 신숭겸, 복지겸 등이 왕건을 찾아와 역성혁명을 도모하자고 하였다. 918년 이들은 그를 찾아가 왕위에 오를 것을 청하였다. 그러나 왕건은 “나는 충의를 신조로 삼고 있으니 임금이 비록 난폭할지라도 어찌 감히 두 마음을 가지겠는가?”라면서 거절하였다. 그러나 홍유 등은 “시기란 만나기 어렵고 알고도 놓치기 쉬운 것인데 하늘이 주는 것을 받지 않으면 도리어 그 앙화를 받는 법입니다.”라고 밝혀 자신들의 거사를 항변하였다. 왕건은 망설이다가 부인 신혜왕후 류씨의 설득에 힘입어 마침내 보위에 오르게 된다. 그러나 이 일화는 왕건의 역성혁명을 미화하기 위해 꾸며낸 일일 가능성이 높다.

### 고려 건국 및 통일 전쟁

#### 고려 건국
왕건은 918년 신숭겸, 복지겸, 홍유, 배현경, 김락, 염상, 견권 등의 추대를 받아 군사를 이끌고 봉기하여 궁예를 몰아내어 태봉을 멸망시키고 새 임금으로 추대되어, 918년 음력 6월 15일 철원의 포정전(布政殿)에서 즉위하여 새로운 나라의 건국을 선포하게 되는데, 고구려의 뒤를 잇는다는 뜻에서 국호를 고려로 하고, 새로 '천수(天授)'라는 연호를 정하며 고려를 건국한다.
 
이전 임금은 우리나라 정세가 혼란할 때에 일어나서 도적들을 평정하고 점차 영토를 개척하였으나,
전국을 통일하기도 전에 대번 혹독한 폭력으로 하부 사람을 대하며
간사한 것을 높은 도덕으로 생각하고 위압과 모멸로써 요긴한 술책을 삼았었다.
부역이 번거롭고 과세가 과중하여 인구는 줄어들고 국토는 황폐하였다.
그럼에도 불구하고 궁전은 굉장히 크게 지어 제도를 위반하고
이에 따르는 고역은 한이 없어서 드디어 백성들의 원망을 불러일으켰다.
이러한 형편에 함부로 연호를 만들고 왕으로 자칭하였으며 처자를 살육하는 등
천지에 용납할 수 없는 죄를 지어 죽은 사람에게나 살아있는 사람에게나 다 원한을 맺었으며
결국은 정권을 전복당하였으니 어찌 경계할 바가 아니랴.

내가 여러 신하들의 추대에 의하여 왕위에 올라 모든 풍속을 변혁하고
다 함께 새롭게 나아가려 하노니 마땅히 새 규율을 세우고 이전 일을 심각한 교훈으로 삼아야 할 것이다.
임금과 신하는 고기와 물처럼 서로 화합할 것이며 이 나라 강산들도 편안하고 밝아지는 경사를 맞이할 것이니
내외의 모든 신하와 백성들은 마땅히 나의 뜻을 알지어다!— 《고려사》 제1권 태조 무인 원년　

919년 자신의 고향이자 세력 근거지인 송악(松嶽)으로 수도를 천도하였다. 이로써 자신의 정치적, 군사적 기반을 확고히 다질 수 있었다.
통일 역량을 기르기 위하여 대내적으로는 태봉국의 국왕 궁예가 저지른 잘못된 정치를 바로잡기 위해 빈민 구제 기구인 흑창을 설치하고 세금을 낮추어 민심을 안정시키는 한편, 고려에 반대하는 호족들을 줄이기 위해 정략 결혼을 통한 호족 세력과의 융합에도 주력하여 중앙 집권적 지배 체제를 확립하고, 정권의 토대를 단단히 구축해 갔다. 또한 구 고구려세력들의 염원이었던 북진 정책을 내세웠고 불안한 시대 민심을 수습고자 숭불정책을 건국이념으로 삼아 정책을 펴나갔다. 왕건은 서경(西京)을 매우 적극적으로 개척해 수도인 개성보다 더 정성을 기울였고, 여진을 공략했으며 불교를 호국신앙으로 삼아 각처에 절을 세웠다.
대외적으로는 힘으로 신라지역을 공략하려던 궁예와는 달리 왕건은 전라도 세력에게 시달리던 신라에 대해 우호적인 정책을 통해 전라도를 무력으로 정복하려는 정책을 취하였다. 이후 후백제와의 싸움에서 고려는 처음에는 927년 공산 동수 전투를 계기로 한동안 패배를 거듭했으나, 930년 고창 전투를 계기로 대부분의 전투에서 승리해 점차 승리의 기세를 잡았다.

#### 반란 진압
왕건은 고려를 건국한 지 4일만에 반란이 일어나 죽을 고비를 넘긴다. 반란을 일으킨 사람은 마군장군 환선길이었다. 그는 왕건과 함께 고려의 건국에 참여한 인물이었는데, 아내의 제의에 따라 왕권을 노리고 반란을 도모하게 된다. 환선길의 역모 계획은 마군장 복지겸에 의해 발각되어 왕건에게 보고되지만, 왕건은 증거가 없다 하여 무마시킨다. 그 틈을 노려 환선길은 50여 명의 병사들과 함께 내전에 침입하여 신하들과 회의를 하고 있던 왕건에게 칼을 겨눈다. 그러나 왕건이 태연한 태도를 보이며 전혀 겁을 먹지 않고 도리어 이들을 꾸짖자 복병이 있는 것으로 판단하여 환선길은 지레 겁을 먹고 도망친다. 결국 그는 근위병들의 추격을 받아 붙잡혀 처형 당하고, 그의 동생 환향식도 같은 혐의로 잡혀 죽었다. 사서들의 기록들과는 달리 많은 학자들은 환선길 형제의 반란은 왕건의 역성혁명 성공 후 논공행상에서 소외되자 이에 불만을 품고 반란을 일으킨 것으로 추정하고 있다.
환선길의 난을 진압한 직후에는 청주 출신들이 역모를 도모하기도 했다. 청주 출신 순군리 임춘길을 비롯하여 배총규, 강길아차, 경종 등이 반역을 도모하고 청주에 가서 반란을 일으킬 계획을 세웠는데, 이 계획이 복지겸의 정보망에 걸려들었다. 역모 혐의가 탄로나자 이들은 무사히 달아난 배총규를 제외하면 모두 체포되었다.
왕건은 이들을 모두 죽이려 하였지만 청주 출신 수하 현률이 왕건을 만류해 왕건은 이들을 용서하고 회유를 하는 것을 고려하다가 이들을 처형하는 것이 옳다는 염상의 건의를 듣고 모두 처형한다.

#### 즉위 초반
태봉을 멸망시키고 철원에서 즉위하여 고려를 건국한 왕건은 수도를 송악(松嶽)으로 천도하고 융화정책·북진정책·숭불정책을 추진하였다. 철원 지역에서는 그에 대해 거부감을 갖고 있었고, 그는 불안감 때문에 송도로 옮겨가게 된다. 철원은 궁예의 터전이었기에 대다수의 철원 주민들은 왕건에 대한 반감을 가지고 있었고 이러한 반감은 왕권을 위협하는 요소였기에 왕건은 자신의 지지 기반이 있는 송악으로 도성을 옮겨 황권을 안정시키고 민심을 수습할 요량이었다. 그리고 고토 회복의 기치를 내걸고 서경(西京)을 개척하고 여진을 공략했으며 불교를 호국신앙으로 삼아 각처에 절을 세웠다. 즉위 초반 지역 호족들을 회유·무마하는 한편, 호족들의 세력을 견제하기 위해 그는 각지 호족의 딸들을 후궁로 맞이하였고, 아들들을 특별히 송도에서 수학하게 하였는데 이는 혼인관계를 통해 호족세력을 통합하는 것과 자제들을 볼모로 삼아 각지의 호족을 견제할 목적이었다.
후백제와 연계하여 저항하는 웅주,운주, 청주 세력, 기타 다른 호족 세력의 반발을 해결해 나갔다. 즉위 초반 궁예의 부하로 그에게 반발한 환선길의 반란, 이흔암의 반란, 임춘길 일당의 반란, 진선,선장 형제의 반란에 부딪쳤다. 또한 명주의 성주 김순식 역시 그가 궁예를 몰아냈다는 점을 비판하며 5년간 그에게 항거하였다.
그러나 왕건은 김순식의 아버지인 허월 대사를 그에게 파견하는 등 그를 포섭하기 위해 각고의 노력을 들였고 이 직후 김순식은 장자 수원(守元)만 보내고 자신은 직접 오지 않았다. 천수 9년(927년) 8월에도 사실상 마찬가지로 자신의 아들 장명(長命)만을 보내어 숙위하게 했을 뿐 김순식 자신은 오지 않다가, 김순식이 왕건에게 저항한 지 11년째인 이듬해 929년 1월에야 김순식 자신이 직접 왕건을 찾아서 알현함으로써 완전히 왕건에게 귀부하게 되었다. 왕건은 그에게 왕씨 성을 사성했다.
고려 개국 초기 그의 입지는 튼튼하지 못했다. 태봉은 궁예를 구심점으로 이뤄진 호족국가였는데, 궁예가 사라지면서 자연히 호족들 간의 결집력은 약해졌다. 태조는 이 때문에 내부적으로는 호족들을 경계해야 했고, 외부적으로는 더욱 강성해진 후백제를 상대해야만 했다. 또한 발해를 침공하는 거란족이나 중국 국가들의 움직임도 예의주시하였다.
호족들을 견제하기 위해 그는 각 지역의 유력한 인물들과의 결혼을 통한 인척관계를 맺는 한편, 후백제와 신라에 대해서도 초기에는 유화적인 태도를 보인다. 또한 궁예가 예전에 시행하던 각지의 유력 호족들의 아들들과 자제들을 송도로 올려보내 유학하게 함으로써 호족들이 반란을 일으킬 때를 대비하기도 했다.

#### 정적 숙청
임춘길 등의 역모 계획이 발각되었고 왕건은 처음에 이들을 처형하려 했으나 현률은 그를 계속 설득했고 나중에는 청주 성주와의 관계를 보고하게 된다.
현률은 역모 일당 중 경종이 매곡성 성주 공직의 처남이라고 밝히면서 그를 죽이면 매곡성이 반기를 들게 될 것이기 때문에 공직의 반란을 막기 위해서라도 역모 혐의자들을 죽이지는 말고 회유해야 한다고 주장했다. 왕건은 현률의 주장이 옳다고 판단하여 그들을 놓아주려 하였다. 하지만 마군대장군 염상이 이를 극구 반대하고 나선다. 염상은 형벌은 누구에게나 공정해야 되며 예외를 두면 안 된다고 반박하였다.
또한 염상은 경종이 오래전부터 역모를 계획하고 있었으며, 그 증거로 경종이 최근 자신의 조카를 청주로 데려가려 했다는 사실이 있었음을 피력한다. 당시 지방 성주들은 자신의 아들을 도성에 볼모로 남겨두어야 했는데, 이것은 원래 궁예가 반란을 방지하기 위해 마련한 대비책이었다. 청주 성주 공직의 아들 역시 이런 이유로 도성에 머물렀는데, 공직의 아내는 이 때문에 항상 근심에 사로잡혀 있었다. 그리고 동생 경종에게 은밀히 자신의 아들을 데려올 것을 지시했다. 볼모를 데려가는 것은 반역으로 해석하였다. 따라서 경종이 조카를 데려갈 계획을 세운 적이 있다는 것은 이미 오래전부터 역모를 계획했다는 것을 뜻한다는 것이다. 왕건은 염상의 주장을 듣고 결국 경종을 비롯한 역모 혐의자들을 모두 처형한다.
왕건은 또 다른 정적인 공주 출신 이흔암을 제거한다. 이흔암은 왕건이 궁예를 내쫓아 고려를 건국하고 왕이 되자 웅주 성주를 포기하고 철원으로 상경한다.
이때 이흔암이 독단적으로 상경함으로써 웅주가 후백제의 영역이 되었다고 고려사 이흔암 열전에서 말하고 있지만 고려사 세가와 고려사절요의 기록들을 보면 이흔암이 처형된 것은 6월의 일이고, 웅주와 운주가 후백제에 붙은 것은 8월의 일로, 두 달 간의 차이가 있기 때문에 이흔암의 독단적인 상경으로 인해서 웅주가 후백제에 넘어갔다는 것은 사실과 다르다.
이흔암은 궁예 집권 말기에 장수가 되어 웅주를 점령하고, 그 곳 성주로 있었던 인물이다. 그는 궁예에 대한 충성심이 깊었고, 궁예 또한 그를 매우 총애했다. 따라서 그는 궁예를 내쫓고 스스로 고려를 건국하여 왕위에 오른 왕건을 용납할 수 없었다. 왕건은 이흔암의 그런 태도가 무척 신경에 거슬렸지만 그를 제거하지는 못했다. 궁예 시절 자신과 같은 지위의 장수였을 정도로 대단했던 인물이고, 따르는 수하들도 많은 만큼 왕건으로서도 함부로 제거하기는 쉽지 않은 인물이였던 것이다.
그때 이흔암의 이웃에 살던 수의대형령 염장의 고변이 있었다. 이흔암이 역모를 도모하기 위해 세력을 결집하고 있다는 것이었다. 하지만 왕건은 이 말을 듣고도 쉽사리 이흔암을 잡아들이지 않았다. 대신 염탐꾼을 몰래 보내 이흔암을 감시하도록 했다. 그리고 곧 이흔암의 역모와 관련된 염탐꾼의 보고가 들어왔다. 염탐꾼의 말에 따르면 이흔암의 처 환씨가 변소에서 나오면서 한숨섞인 어조로 "남편의 일이 순조롭게 진행되지 않으면 나도 화를 입을텐데"라고 말했다는 것이다. 이것을 빌미로 왕건은 이흔암을 잡아들여 심문해 이흔암의 자백을 받아낸 다음 그를 시장 바닥에서 목을 베게 하고, 그 재산을 몰수했으나 그 도당들의 죄는 불문에 부쳤다.

#### 신라와의 연대
신라는 왕건에게 호의를 보였다. 왕건이 신라에서 반란을 일으키지 않았다는 점과 신라에 적개심을 갖고 있지 않다는 점을 주목했다. 몰락의 길을 걷고 있던 신라는 신라의 장군 출신인 까닭으로 역적으로 인식하고 있던 견훤보다는 호족 출신인 왕건을 더 믿을만한 인물로 판단하고 있었고, 그 때문에 은근히 고려에 의지하려는 경향을 내비쳤다.
태조가 동경을 방문할 때면 경애왕과 경순왕은 그를 극진히 대접하고 회유하였다. 경애왕이 견훤에게 살해된 뒤에는 고려에게 의존했고 왕건 역시 신라의 호의를 받아들였다. 왕건은 고국인 신라에게 호의를 베풀면서 신라를 계승했다는 이미지를 내세움과 동시에 견훤이 신라의 장군 출신인데 자기 조국에 반역을 저지른 인물임을 강조, 자신이 정통성을 갖춘 지도자임을 대내외에 공언하였다. 또한 발해의 계승자로도 천명하여 고려가 고구려와 발해를 계승한 국가임을 거듭 강조하였다.
927년 9월 고려와 후백제의 싸움이 시작되자 신라는 왕건을 지지했다. 경애왕은 "견훤이 약속을 어기고 군사를 일으키면 하늘이 그냥 두지 않을 것"이라고 하면서 왕건을 지원할 뜻을 비쳤다.

#### 통일 전쟁

##### 후백제와의 갈등
태조의 즉위 초 후백제는 태조의 즉위를 축하하기도 했다. 그러나 견훤이 신라의 대야성을 침략하자 왕건이 신라의 손을 들어줌으로써 후백제와의 우호는 깨지게 된다. 여기에 후백제에서도 그가 태봉의 장군 시절 빼앗은 나주 지역을 되찾아와야 한다는 여론이 나타나면서 후백제와의 관계는 악화, 전쟁을 하게 된다.
그의 유화정책에 견훤도 초기에는 호의를 보였다. 호전적인 궁예보다는 왕건이 상대하기 편하다고 판단한 견훤은 고려 건국을 축하하는 사절단을 보내기도 했고, 몇 번에 걸쳐 신하들 간의 교류를 추진하기도 하였다. 견훤은 내심 오랫동안 지속된 전쟁으로 흉흉해진 내부 민심을 안정 시키고 동시에 중국, 일본 등과의 외교 관계를 통해 국가적 면모를 일신하여 자신을 한반도 지역의 맹주로 인식 시키려는 노력에 박차를 가하고자 했다. 즉위 직후 반란 진압과 정적 처리, 그리고 북방 민족의 침공에 대한 대비로 바빴던 태조 역시 후백제와 갈등하여 좋을 것이 없다고 판단, 우호적인 관계를 형성하려 노력했다.
920년 견훤이 신라 지역인 합천을 점령함에 따라 평화는 깨지고 말았다. 합천의 대야성이 무너지자 후백제군은 이 여세를 몰아 구사성과 진례군까지 점령하면서 기세를 올리자 후백제의 통일정책은 더욱 가속화되는 양상을 띠었다. 그런데 이 불안이 그에게 호재가 되었다. 불안을 느낀 일부 호족들이 고려에 귀부했고, 또 이때 견훤의 공격을 받은 신라에서 원병을 요청했고 이에 왕건이 군대를 보내자 견훤이 퇴각해 신라가 한층 고려에 우호적이 되고 고려에 의지하는 효과가 생겼다. 고려사 박수경 열전을 보면 이때의 고려 지휘관은 박수경으로 추정이 되고 박수경 열전에는 왕건의 명령을 받아 신라로 간 박수경이 거듭해서 견훤군을 패배시켰다고 적고 있어 이때 견훤군은 박수경에게 패해서 물러간 것으로 추정이 된다. 그러나 견훤은 왕건의 쿠데타에 동조하지 않는 고려의 혼란을 이용하여 웅진(오늘날의 공주)까지 진출했다. 삼국사기에서는 이를 두고 견훤이 겉으로는 왕건과 화친하였으나 속뜻은 완전히 달랐다고 비난하였다.
924년 7월에 견훤은 아들 수미강과 양검을 보내 대야성과 문소성(의성) 두 성의 군사로 조물성을 공격하게 했다. 이들은 고려에서 구원군으로 보낸 애선과 왕충중, 애선을 전사시키는 성과를 냈지만 조물성 사람들의 거센 저항으로 성을 함락시키는데는 실패했다. 견훤은 8월에 절영도(絶影島)의 총마 한 필을 왕건에게 보내고 있다(후술). 한편 신라에서는 경명왕이 죽고 경애왕이 즉위하였으며, 925년 9월부터 발해에서 대규모 망명자들이 고려로 넘어오기 시작했다. 10월에 견훤은 다시 3천 기(騎)를 이끌고 친히 조물성을 내습하였고 왕건은 반격에 나섰지만, 당초 조물성 전투는 여러 사서들에서도 나오듯이 후백제군이 매우 강해 고려가 불리한 상황이였다. 이때 왕건은 자신의 친정군을 제외한 전 군대를 상군, 중군, 하군으로 나누어 후백제군과 전투를 벌였지만 황보제궁이 이끄는 상군과 왕충이 이끄는 중군이 모두 패하고 박수경과 은영이 지휘하는 하군만 승리해 왕건 자신의 친정군과 박수경과 은영의 하군으로 간신히 버티고 있는 사이에 유금필이 왕건을 구원하러 달려오면서 전세가 바뀌게 되었다고 한다.
이후 견훤과 왕건은 서로 화친을 하기로 결정하고 서로 왕건의 사촌아우 왕신(王信)과 견훤의 외조카 진호(眞虎)를 인질로 교환함으로써 화친이 성립되었다. 12월에 견훤은 다시 거창 등 신라의 20여 성을 공격하여 차지하고, 후당에 사신을 보내 후당으로부터 검교태위 겸 시중 판백제군사 지절도독 전무공등주군사 행전주자사 해동서면도통지휘병마제치등사 백제왕 식읍 2천 5백 호의 관작을 제수받았다.
그러나 송도에 왔던 진호가 갑자기 병으로 죽으면서 깨지게 된다. 견훤은 진호의 죽음을 독살로 규정하고인질로 잡고 있던 왕신을 죽인 후, 공주성을 기습하여 웅주와 그 주변 일대를 모두 점령한 것으로 보인다. 이것은 기록에는 없지만 고려사, 고려사절요, 동국통감을 보면 왕건은 927년 3월 운주를 쳐서 함락시키고 이어서 웅주까지 공격했으나 실패했다고 나오기 때문이다. 그리고 934년 '운주전투'에서 대승리를 거둔 후 웅진 이북의 30여 성이 고려에게 투항했다는 기록이 있는 것을 보면 이때 견훤의 출정은 운주와 웅주 지역을 빼앗았음을 알 수 있다.

##### 발해 흡수와 후백제와의 전쟁

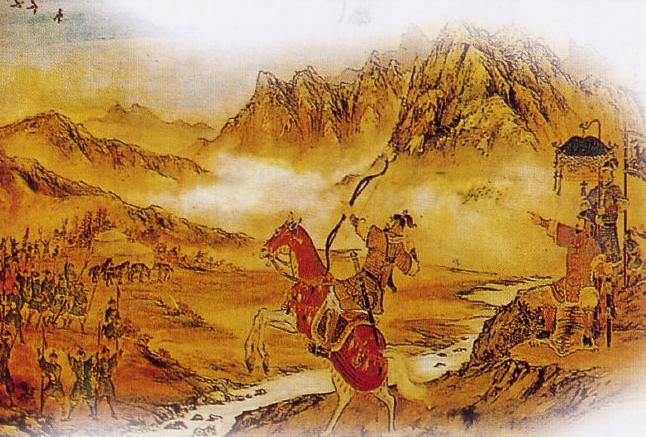
공산 전투
----신숭겸과 왕건

926년(천수 9) 거란족의 요나라에게 무너져 망명해 온 발해의 왕자 대광현을 포함한 발해 유민들을 흡수하고, 신라를 공격한 후백제를 신라와 협공하였다. 그가 고려군을 이끌고 후백제와의 전쟁 상태에 돌입했을 때 북방에서는 거란족이 침입하여 발해를 멸망시켰고, 수많은 발해 유민들이 고려로 몰려들었다. 발해 유민이 고려로 몰려든 덕택에 왕건은 병사들의 수를 더 늘릴 수 있었고 견훤과의 싸움에도 그들을 동원하게 된다.
927년(태조 10) 음력 9월초 견훤은 경상북도 북부를 공략하다가 갑자기 진로를 바꿔 영천을 거쳐 경주로 기습하였다. 한참 싸우던 견훤군의 갑작스러운 퇴각에 태조는 경북 북부 지역에 주둔하면서 군사를 정비하였다. 그러나 경주를 기습한 견훤은 경애왕을 비롯하여 많은 신라 왕족들을 죽이고, 김부를 왕으로 앉혔다. 신라는 견훤이 경주로 향해 온다는 전갈을 받은 즉시 고려에 원병을 요청했지만, 그가 보낸 고려군 원병이 도착하기 전에 경주는 함락되고 말았다. 경주를 유린한 견훤은 고려 원병을 의식해 말머리를 돌려 대구의 공산(팔공산)에서 태조의 군사와 마주쳤다. 그러나 견훤군에게 일방적으로 밀려서 왕건은 병력을 대부분 잃고 겨우 후퇴한다.
음력 11월 공산 전투에 신숭겸, 김낙, 전이갑, 전의갑 형제와 함께 출정하였다가 크게 패하였다. 공산 전투 초반 고려군이 승리하는 것 같았으나, 이는 후백제의 계략이였고, 싸움의 진행 중 태조는 견훤이 이끄는 후백제군에게 역매복으로 포위되어 위험하였다. 이때 신숭겸이 “제가 대왕과 외모가 비슷하오니 제가 대왕으로 변장하면 대왕께서는 무사히 탈출하실 수 있을 것입니다.”라고 말하며 왕건의 옷을 빼앗아 입고, 왕건은 일반 군졸로 변장하여 포위를 뚫고 탈출하였다.
태조는 부득이 신숭겸과 옷을 바꾸어 입고 빠져나간다. 태조가 포위망을 빠져나가는 동안 신숭겸은 태조 왕건의 행세를 하며 왕건의 백마를 타고 군대를 통솔하다가 견훤군에게 발견, 견훤군이 쏜 화살에 맞고 전사했다. 이 전투에서 왕건은 5천명, 학자들에 따라서 1만~2만의 군사를 잃고 개국공신 신숭겸, 김락 등의 뛰어난 장수들도 잃었다. 왕건은 이 싸움에서 겨우 목숨 만을 건진 채 개경으로 후퇴하였다. 나중에 공산 전투의 고려군 전사자들을 수습하던 과정에서 신숭겸의 시체를 발견한 태조는 크게 슬퍼하여 송악으로 철수할 때 참수되어 머리가 없던 신숭겸의 시신에 금으로 만든 머리 모형을 끼워 넣어 장사 지내고 장절(壯節)이라는 시호를 내렸다. 그러나 930년 고창 전투에서 후백제군을 크게 격파하면서 한반도의 패권을 장악한다.

##### 후백제 격퇴와 패권 장악
공산 싸움에서 패퇴한 이후 고려의 힘은 열세에 놓이게 되고, 경상도 서부 일대가 견훤의 영향권 아래에 들어가게 된다. 벽진군을 공격해 고려의 장군 색상을 전사시키고, 오어곡성과 의성부를 함락시키는 등 공산 전투 이후 후백제 군은 929년 10월 상주 가은현에서 소판 아질미와 장군 희필에게 패한 것을 제외하면 모든 경상도 지역에서 승승장구 하게 된다. 그러나 견훤은 오히려 경상도 주민들의 원한을 사게 되어 더 많은 적을 양산하는 결과를 빚는다. 견훤군의 침략과 노략질에 분노를 느낀 경상북도 북부 일대의 호족들이 다시 대거 왕건에게 귀순, 고려로 발길을 돌렸다. 경북 호족들의 투항과 견훤 군사의 노략질 등으로 경북 지역의 민심이 왕건에게로 향하면서 그는 기적적으로 세력을 회복하게 된다. 또한 발해가 멸망하고 후발해, 정안국이 세워졌지만 불안감을 느낀 발해 유민들이 계속 고려로 유입되면서 인구가 증가했고, 그가 고구려의 계승자임을 자처하는 것은 민심을 수습하게 되었다.
927년의 공산 동수 전투 이후 사기가 오른 후백제군은 929년 7월 갑병 5000명을 이끌고 의성부를 공격해 함락시켰고 그곳의 성주이자 왕건의 부장인 홍술이 전사했다. 그러자 왕건은 직접 출정을 단행한다. 929년 12월 후백제군은 교통의 요충지 고창으로 몰려들었고 이에 왕건은 그곳을 지키기 위해 군대를 이끌고 고창으로 향한다. 930년 1월에 왕건은 병산에, 견훤은 석산에 주둔하여 대치하였다. 경상도 일대의 친고려 호족들을 토벌하기 시작한 견훤은 서부에서도 고려에 압박을 가하기 시작하였는데, 929년에는 고려로부터 나주를 다시 빼앗아 장악하고, 7월에 견훤이 친히 갑사 5천을 거느리고 의성부를 쳐서 성주 홍술을 죽였다. 왕건은 이 소식을 듣고 "나는 양손을 모두 잃었다"며 비통해 했다고 한다. 나아가 후백제군은 10월에 고사갈이성 공격을 시도했고 가은현을 포위했으나 그곳의 지휘관들인 소판 아질미와 장군 희필의 활약으로 패배했다. 이후 12월에는 대군으로 고창군(안동)을 포위하였다. 이 고창은 고려군에게 있어서 견훤의 고향은 상주 가은현과 더불어 경상북도에서 고려의 가장 중요한 보루였다.
930년 1월에 왕건은 병산에, 견훤은 석산에 주둔하여 대치하였다. 처음에는 견훤군의 군세가 워낙 기세등등하였기에 한창 수세에 몰려 있던 고려군은 강공훤과 홍유가 최악의 경우 고창을 사실상 포기하고 퇴각하는 것이 옳고, 이 경우 죽령은 견훤군이 점령했기 때문에 안전하게 퇴각할 수 있는 샛길을 만들어 두어야 한다고 왕건에게 진언을 할 정도였다. 그러나 이때 고려군의 최대의 명장인 유금필이 나서서 중국 전한(前漢) 조착(晁錯)의 발언인 '병기는 흉기요. 전투는 위태로운 일이니 죽겠다는 마음으로 살려는 계책을 생각하지 않은 연후에야 비로서 승부를 결정할 수 있다.'를 인용하면서 싸우기도 패할 걱정부터 하는 것은 잘못된 일이니 속히 진격해 고창을 구원할 것을 왕건에게 강하게 주장했고, 왕건은 이를 받아들여 고려는 고창 전투의 서막인 '저수봉 전투'에서 유금필의 활약으로 대승리를 거둔다.
이 '고창전투'는 고창전투의 서막인 929년 12월 '저수봉 전투'부터 시작해 930년 1월의 '고창병산전투'까지의 1개월여 간의 대회전 끝에 견훤은 8천여 명의 전사자를 내는 심대한 피해를 입고 이후 몰락의 길을 걷게 되었고, 자신의 참모인 시랑 김악이 고려군에 포로로 잡히기에 이른다. 이 고창 전투의 승리는 그곳 유력 호족들인 김선평, 권행, 장길의 막판 고려군 참전의 공이 크지만 이들은 1개월여 간에 계속 관망만 하고 있다, 승기가 고려 쪽으로 기울어지는 것을 보고, 아니면 최소한 전투가 백중세인 것을 감안해 출정해 고창 전투에서 이들의 활약이 과장된 면이 크다. 그 외에 고창 전투의 결정적인 승리 요인들은 유금필이 고창 전투 직전에 공훤과 홍유와는 달리 후백제군을 적극적으로 공격할 것을 왕건에게 강력하게 요청해 승락을 얻은 후 자신이 군대를 이끌고 저수봉으로 진격하여 저수봉을 빼앗은 것과 이후 여러 전투들에서 고려군들이 계속 분투하여 고려군이 대승리를 거두었던 것이다. 이틀 날 잔병으로 견훤은 순주성(안동 풍산)을 공격하였고, 장군 원봉이 도주하자 순주를 점령하고 그곳의 백성들을 거두어 완산주로 퇴각하였다. 여기에 대해서 문안식은 고창 전투에서 패한 견훤이 바로 운주성을 공격하여 함락시키고 백성들을 거두어 도주했다는 기록을 감안해 '고창전투'에서 후백제군의 피해가 그리 크지 않았다는 주장을 하고 있지만 학계의 정설은 아니다.
이 패배로 견훤은 경상도 일대에서의 패권은 물론이고, 더 나아가 삼한 전체의 패권도 급속히 상실하게 된다. 경상도 일대의 호족들과 동해안 지역의 호족들과 후백제의 신하였던 매곡성 성주 공직이 930년에 대거 고려로 돌아서게 되며, 신라 또한 931년에 왕건을 서라벌로 초대하였다. 이후 견훤은 다시는 경상도 전역에 대해서 패권을 확보하지 못한다.
후백제는 불리해진 전세를 만회하기 위해, 또 고려가 공산 전투 이후 육전에만 신경을 쓰는 헛점을 간파해 해군을 통한 고려 본토 기습에 나서 9월에는 후백제의 일길찬 상귀가 수군으로 고려의 염주, 백주, 정주의 전함 100척을 파괴하고 저산도 목장의 말 3백필을 약탈하였고, 이도학 씨의 최근 학설에는 상귀의 함대가 여세를 몰아 개성에 상륙해서 수도를 포위하고 공격해 왕건을 위기로 몰아 넣었다가 박수경의 구원으로 물러났고, 그 해 10월엔 해군장군 상애 등이 대우도를 침략해 고려의 당시 수군 총사령관이었던 대광 왕만세까지 패퇴시키기도 했지만, 이들은 결국 당시 고려 조정 내부의 참소로 곡도로 귀양 와 있던 유금필에게 격파 당했고 이후 다시는 해군을 동원해 고려의 내해와 섬들, 육지를 침략하지 못했다. 후삼국 시대와 고려 시대에 대한 정사들인 삼국사기 견훤 열전, 삼국유사 후백제 견훤전, 고려사, 고려사절요, 동국통감에는 932년 9월과 10월 이후 후백제 해군의 고려 내해와 섬들, 내지의 침공 사실이 전혀 없으며 오히려 935년 4월, 왕건의 명을 받은 유금필이 이끄는 고려군이 929년에 후백제군에게 빼앗긴 나주 지역을 탈환해 고려 해군은 후백제 해군에게 당한 피해를 완전히 복구함은 물론 오히려 역습까지 가능할 정도로 다시 크게 성장했고, 또 상귀와 상애 등이 해군으로 고려 수도 개성 근처의 해안 지역들과 전함들과 물자를 유린했던 그 해 932년 7월에 왕건의 친정으로 단행된 '일모산성' 공격이 11월에 완료되어 일모산성은 함락되어 오히려 본토의 내지를 잃기까지 해서 해전에서의 일시적 승전들이 빛이 바래게 되었다.
고창 전투의 대승리의 기세를 이용하여 태조는 고려에 투항해온 재암성 성주 선필의 주선으로 금성을 방문하는 성과를 올린다. 그가 경주를 방문하자 경순왕 김부를 비롯한 신라세력들의 고려에 대한 신뢰도는 더욱 높아져 강릉과 울산의 110여개 성이 고려에 투항하는 등 호족들의 투항도 줄을 이었다. 왕건은 신라 경순왕을 위로하는 한편 후백제군의 잔인함을 규탄하고 그가 신라의 장수였는데 조국을 배신하였다며 견훤을 규탄하였다.

##### 후삼국 통일

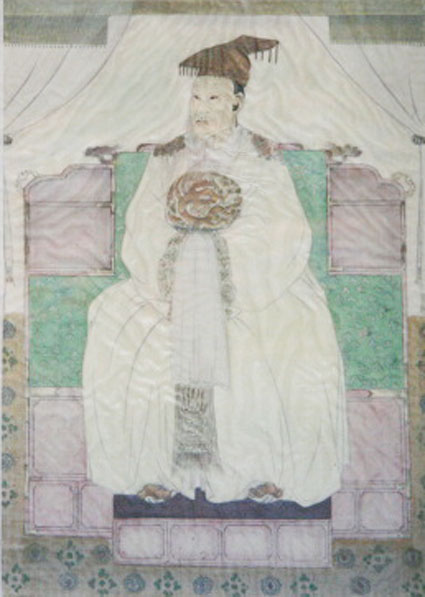
연천 숭의전지에 봉안된 태조의 초상화로, 20세기에 모사하였다.

이후 신라를 침략하는 후백제와 교전하며 신라를 지원하였다. 933년 5월엔 수천 명으로 추정되는 견훤의 맏아들 신검을 통군으로 하는 후백제의 군대가 혜산성과 아불진(경상북도 경주시 부근)을 공략하면서 신라의 수도인 경주 근처까지 진군해 신라가 멸망 위기에 처하자, 이를 막기 위해 왕건이 당시 의성부(경북 의성)를 지키고 있던 유금필을 긴급히 출동 시켰고, 유금필은 당시, 자신이 거느리고 있던 군사들 중 급히 추려 출정한 결사대 80명의 병력과 사탄(지금의 경상북도 경산시 하양읍에 위치한 여울.)을 건너 신검의 군대와 마주쳤지만, 신검의 군대는 유금필군의 기세에 눌려 싸워보지도 못하고 달아났고 이후 유금필은 경주에 도착해 경주 주민들을 안심시키고 위로했고, 이후 유금필과 그의 결사대가 돌아오는 길에 사탄에서의 치욕을 만회하기 위해 신검의 후백제군이 자도에서 유금필과 그가 거느린 80명의 결사대를 공격했지만 금달, 환궁 등 후백제 장군 7명이 사로잡히고 그 외에 수많은 병사들이 죽고 사로잡히는 굴욕적인 패배를 다시 당했고, 자도에서의 유금필군의 전설적인 승전 소식을 접한 왕건은 '우리 장군이 아니면 누가 능히 이렇게까지 할 수 있었겠는가.'라고 유금필에게 매우 크게 감탄했다고 고려사 유금필 열전, 고려사절요, 동국통감에 기록되어 있다.
이후 다시 934년 9월, 왕건이 운주 일대를 빼앗으려고 진공하고 있다는 소식을 들은 견훤은 갑사 5천 명을 뽑아 운주로 진군했지만 고려군의 기세가 강성해 승산이 별로 없다는 생각이 들었는지, "양군이 서로 싸우는데 세를 온전하게 갖추지 못하여 무지한 병졸들이 많이 살상될까 걱정입니다. 마땅히 화친을 맺어 각자 영토를 보전하도록 해야겠습니다. "라며 왕건에게 화의를 청했지만, 고려군이 자신의 영토를 빼앗으려고 진군해 왔는데도 화의를 청해, 평소의 패기 있고 자신만만해 하던 견훤답지 못한 모습을 보였고, 견훤의 이런 약해진 모습을 간파한 유금필이 견훤군을 공격할 것을 요청해 왕건은 이를 받아들였고, 이후 유금필은 강력한 기병 수천 명을 이끌고 돌격해 후백제가 미처 진을 치지 못한 사이에 후백제군을 쳐서 대패시키고 후백제측의 술사 종훈과 의사 훈겸, 용장 상달과 최필을 사로잡았으며, 후백제군 3000여 명을 죽이고 사로잡았다. 이 전투의 패배로 웅진 이북의 30여 개의 성들이 고려에 항복하고 말았다.
또 이후 935년 유금필에게 명하여 929년에 빼앗긴 나주 지역을 다시 수복했다. 935년 나주 지역의 재탈환은 신검 형제의 반란 직후에 이루어진 것으로 이것은 후백제의 내분을 틈탄 기습적인 재탈환이였고, 나주 지역을 통해 견훤을 고려에 데리고 오려는 포석이 있었던 것으로 짐작된다.
이렇게 전세가 고려로 완전히 기울고, 이후 견훤의 고려 귀부까지 이어지자, 신라 경순왕은 결국 고려에 투항할 의사를 피력하고, 마의태자 등 일부의 반대에도 왕건에게 귀순한다. 경순왕의 귀순은 그에게 명분을 안겨 주었는데, 일찍이 태조는 견훤과 더불어 경쟁적으로 신라 왕실을 높인다는 점을 내세웠고, 자신이 고구려의 계승자임과 동시에 신라의 계승자라는 점과 견훤을 반란자로 지목함으로써 통일 전쟁의 명분을 찾으려 했다.
935년(천수 18) 후백제 왕실 내분으로 그 해 3월 금산사에 갇혀 있던 견훤은, 때를 엿보다 자신의 막내 아들 능예, 딸 애복, 애첩 고비 등과 함께 금산사에서 탈출해 그 해 나주를 통해 고려에 귀부하게 된다. 그는 도망온 견훤의 귀부를 받아들였고, 상부(尙父)의 예로써 받아들였다. 그 뒤 견훤은 왕건의 신검 정벌에 동참했고, 왕건의 후삼국 통일 몇 일 후 '황산' 불사에서 등창으로 사망한다. 같은 해 자진 항복해 온 경순왕을 극진하게 대우하며, 사위로 맞아 들여 신라를 평화적으로 합병하였으며, 신검이 아버지 견훤을 축출한 점을 들어 후백제를 반역집단으로 규정, 936년 9월 10만 명에 가까운 대군을 거느리고 출병한다. 이때 이 '일리천 전투'에서는 고려 2대 황제가 되는 혜종 왕무(王武)와 강공훤, 그리고 명주를 오랫동안 지배해 온 김순식이 결정적으로 활약했다. 특히 명주의 김순식이 고려군에 들어와 싸운 것은 기록상 이것이 처음이자 마지막이고, 김순식의 경우 꿈에 나타난 두 귀신이 이기는 방법들을 가르쳐 주었고, 이후 김순식은 귀신들이 가르쳐 준 대로 싸워 크게 이겼다는 이야기가 있다. 고려군은 견훤의 맏아들인 신검(神劍)이 이끄는 후백제와 '일리천'에서 싸워 대패시켰고, 이후 신검군은 황산을 거쳐 탄현을 넘어 퇴각한 후 마성에서 마지막으로 항복해와 후삼국이 완전히 통일되었다. 이로써 고려는 후삼국뿐만 아니라 발해의 유민까지 포함한 민족의 재통일을 이룩하였다.
그 후 신라와 후백제의 유민들을 포섭, 융화·결혼 정책을 쓰고 귀족은 예로서 대접하였고, 사심관·식읍(食邑)·호장(戶長)·부호장(副戶長) 등을 주어 회유하였다. 한편 숭불정책을 써서 불교를 국교로 삼아 사원을 지었고 승려를 우대하였으며, 신라 문화를 그대로 받아들여 교학(敎學)·사상(思想)·민간신앙을 적극 보호하였고, 도참(圖讖)을 믿어 보호하였다. 《정계(政戒)》, 《계백료서(誡百療書)》 등을 내어 정치의 귀감으로 삼게 하고 왕권을 확립하였다. 그러나 이때 저술한 정계와 계백료서는 후에 실전되었다.

#### 호족 유화 정책
호족들의 난립을 억제하기 위한 수단으로 그는 결혼 정책을 펼쳤다. 각지의 유력 호족들의 딸과 누이를 왕후나 후궁으로 삼는 것이었다. 통일을 이룩하기는 했으나 후고구려 역시 호족 연합체였고 발해계 유민, 신라계 세력, 후백제계 세력 등 다양한 세력이 존재했다. 태조는 이들을 하나로 단결 시킬 방안을 강구하던 중 결혼 정책을 계속 밀어붙이게 된다. 통일을 하기는 했지만 고려의 초기 형태는 신라처럼 각지의 호족연합체적 성격이 강했다. 따라서 통일 이후에도 지방 호족들은 여전히 독자적인 세력을 형성하고 있었고, 그것은 언제나 왕권을 위협할 수 있는 요소로 작용했다. 왕건은 통일 이전부터 이들과의 유대를 강화하기 위해 혼인정책이라는 화합책을 펼치고 있었다.
고려 건국 초기에 정주의 류씨, 충주의 유씨, 황주의 황보씨, 경주의 김씨, 평산의 유씨, 광주의 왕씨, 신천의 강씨, 평산의 박씨, 의성의 홍씨 등 유력 호족의 딸들과 결혼하여 왕후나 제3, 제4왕후와 후궁으로 맞이하였다. 또한 후백제계 세력인 견훤의 사위인 박영규의 딸들 역시 후비로 맞이하여 후백제계열과도 인척관계를 형성했고, 왕건은 935년 신라 항복 이전에 신라 경순왕의 소개로 경순왕의 사촌 여동생이자 김억렴의 딸인 신성왕후와 결혼하는 한편, 자신의 딸인 낙랑공주 유씨와 서녀 부인 왕씨를 신라 경순왕에게 보내서 사위로 삼는 등 이중 인척관계를 형성하였다. 또한 중국식 제도를 받아들여 그때까지도 성씨가 없던 부하장수나 장졸들에게 성씨를 사성하기도 했다.
그러나 딸, 누이 등이 없던 호족들의 존재와 딸, 누이들과의 결혼으로 안심할 수 없었던 태조는 호족들의 아들, 동생, 조카들을 유학이라는 명분으로 송도로 올려 보내게 하여 일종의 정치적 인질, 볼모로 잡아두고 있었다. 이는 자신과 결혼한 호족들에게도 집안의 남성을 송도로 올려 보내게 함으로써 다른 호족들의 반발을 막기도 했다.
게다가 왕건과 함께 고려 건국에 참여한 장군들 역시 사병들을 거느리고 있는 무시할 수 없는 세력으로 성장해 있었다. 태조는 반란의 기미를 사전에 차단하고자 개국공신이기도 한 부하 장군들에게서 사병들을 압류하였으나 호족들의 사병들은 압류하지 못했고 소수의 관군만으로는 완벽하게 호족들을 통제하기는 어려웠다.

#### 북진 정책
통일된 국가의 국론 단결을 위해 그는 고구려 계승론을 적극 국가 이념으로 선언하였다. 우선 왕건은 고구려 계승을 표방하여 국호를 고려라 하였다. 이러한 국시 아래 왕건은 고구려의 옛 수도 서경을 매우 중시하여 그곳을 고구려의 전통을 이어받고 옛 땅을 되찾으려는 북진 정책(北進政策)의 전진 기지로 삼아 재건에 박차를 가하였고, 수도인 개경보다 더 관심과 애정을 보여 신라가 황룡사 9층탑을 짓고 난 후 삼국통일을 한 것을 염두에 두고 개경과 서경에 탑을 지었을 때 서경의 탑을 개경보다 훨씬 높게 지었으며 거의 매년 서경 지역으로의 순행에 나섰고, 장래에 천도를 하겠다는 계획까지 밝혔다. 그러나 서경으로 천도하지는 못했다. 서북면을 개척하고 발해 유민들을 받아들였으며, 여진족의 거주지를 공략하는 등 북진 정책을 추진한 결과 왕건이 사망할 무렵에는 청천강에서 영흥만에 이르는 고구려 영토의 일부분을 수복하였다.

### 생애 후반

#### 불교 장려 정책
태조는 고구려-발해 계승론 외에도 불교의 장려를 통해 사상적 통일, 단결을 꾀하려 하였다.
민족화합정책과 북진정책에 매진하여 고려를 안정된 통일국가로 만들기 위해 노력을 아끼지 않았던 그는 민간의 정신적 통일을 위해 불교를 공식 국교로 삼고, 숭불정책을 적극 실시하였다. 태조 자신이 매일 불당에 방문하여 부처에게 불공을 함으로써 직접 모범을 삼았다.
숭불정책의 일환으로 그는 신라 출신의 승려 충담을 왕사로 세우고, 940년 그가 죽자 원주 영봉산 흥법사에 탑을 세워 친히 비문을 지었으며, 940년 12월에는 충청도에 개태사를 완성시켰다. 동년 신흥사를 중수하고 공신탑을 설치하여 공신들의 모습을 화상으로 그려 벽에 붙였다. 또한 무차대회(無遮大會)를 개최, 해마다 이 대회를 열 것을 명하여 매년 무차대회를 열어 신분, 귀천, 지역에 상관없이 불법을 듣게 했다. 이는 효과를 발휘하여 불교 신앙은 다시 민간으로도 폭넓게 확산되었고 국민들의 사상적 단결을 이끌어냈다.

#### 거란과의 관계
거란이 발해를 멸망시키자 고려는 발해의 유민을 받아들였다. 942년, 거란이 화친을 요청하는 사신을 보내어 낙타를 선물해 왔다. 하지만 왕건은 거란이 형제국인 발해와의 맹약을 어기고 멸망시킨 신의가 없는 나라라고 하여 사신을 귀양보내고 낙타를 만부교에 메어 굶겨 죽이는 등 강경한 태도로 수교를 거부하였다. 2차로 거란이 사신을 파견했을 때도 역시 거절하였다. 또한 왕건은 유언을 통해서도 거란의 풍습을 따르지 말고 경계할 것을 명하였다.
이후 중국의 오대 십국에 꾸준히 사절을 파견, 중국의 제국들과 외교 활동을 하며 거란과 여진족까지 견제하는 외교 정책을 펼친다. 왕건은 후진에서 온 승려 말라를 통해 후진의 고조에게 같이 거란을 치자는 외교 문서를 보내기도 한다.

#### 사망
943년(태조 26년) 임종을 눈 앞에 두고 고명대신인 삼중대광 박술희에게 943년 후세의 왕들이 치국의 귀감으로 삼도록 훈요 10조(訓要十條)를 유훈으로 내려 자신의 자손에게 나라를 다스리는 데 원칙으로 삼게 하였고 후대 왕들은 이를 귀감으로 삼았다.
| “ | - 첫째, 불교를 진흥시키되 승려들의 사원 쟁탈을 금지할 것. - 둘째, 사원의 증축을 경계할 것 - 셋째, 서열에 관계 없이 덕망이 있는 황자에게 황위를 계승하게 할 것. - 넷째, 중국 풍습을 억지로 따르지는 말고, 거란의 풍속과 언어는 본받지 말 것. - 다섯째, 서경에 1백 일 이상은 머물러 황실의 안녕을 도모할 것 - 여섯째, 연등회와 팔관회 행사를 증감하지 말고 원래 취지대로 유지할 것 - 일곱째, 상벌을 분명히 하고 참소를 멀리하며 간언에 귀를 기울여, 백성들의 신망을 잃지 말 것 - 여덟째, 차령산맥 이남이나 공주강 외곽 출신은 반란의 염려가 있으므로 벼슬을 주지 말 것 - 아홉째, 백관의 녹봉을 함부로 증감하지 말고, 병졸들의 사기 진작을 위해 매년 무예가 특출한 사람에게 적당한 벼슬을 줄 것 - 열째, 경전과 역사서를 널리 읽어 옛일을 교훈삼아 반성하는 자세로 정사에 임할 것 | ” |

그는 태자 무를 일찍부터 정윤으로 정하였으나 태자 무의 외가는 세력이 미약한 점을 염려하였다. 그는 박술희를 불러 고명 대신으로 정하고 태자 무의 앞날을 부탁하였다. 943년 음력 5월 29일 임종을 앞두고 신하들이 슬피 우는 소리를 듣자 왕건은 빙긋이 웃으면서 "인생이란 원래 이렇게 덧없는 것이다"라는 말을 남기고 붕어하였다. 향년 67세였다.

### 비판

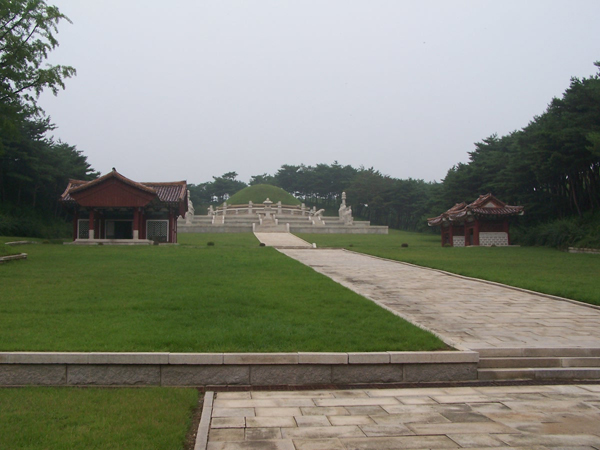
태조와 신혜왕후의 합장된 왕릉인 현릉

재위 기간 중의 정치적 역량은 매우 뛰어났지만, 집권 기간 동안 호족 세력 통제에 완전하지 못했고, 후계 구도를 제대로 잡지 못해 그의 사후 고려 초기의 정치 혼란상을 초래했다는 비판을 받고 있다. 2대 혜종의 권력 기반을 제대로 만들어주지 못해 그의 사후 정종의 쿠데타와 광종의 대량 숙청이 일어나 고려 초기 사회가 혼란해진 원인을 제공했다. 물론, 그도 생전에 여러 호족 통제 정책들을 시행해 상당한 효과를 보았고, 또 주요 왕자들을 전쟁터로 늘 데려가 왕자들의 군사적 세력을 키워줘 결국 신검을 비롯한 왕자들의 난으로 권력을 잃은 견훤과 달리, 왕건은 장남인 왕무만을 전쟁터에 늘 데리고 가 공을 세우게 해 주고, 이에 반해 다른 왕자들은 외면해서 다른 왕자들이 군사적으로 세력을 키우는 것을 막았으며, 또 자신의 사후 후계 문제를 우려해 박술희와 왕규, 염상, 박수문 등을 혜종의 후견인으로 삼았으며, 후삼국 통일 과정에서 보여준 혜종의 뛰어난 군사적 능력을 믿고 그에게 보위를 넘겨 주었고, 또 혜종이 보위에 오르기 전에 혜종과 정종의 아내들을 서로 자매들로 혼인 시켜 둘의 싸움을 만류하는 정치적 배려까지 썼지만 더 치밀하지 못해그의 사후 고려는 한동안 반란과 숙청으로 혼란해졌다.

### 사후
능은 개성에 위치한 현릉(顯陵)이다. 신혜왕후와 함께 합장되었다.

## 가족 관계
|                  |                             | 출생                                                         | 사망                                                 |
| ---------------- | --------------------------- | ------------------------------------------------------------ | ---------------------------------------------------- |
| 고려의 초대 국왕 | 태조 신성대왕 太祖 神聖大王 | 877년 2월 4일(음력 1월 14일) 신라 한산주 송악 남쪽 왕륭 사제 | 943년 7월 9일(음력 5월 29일) (66세) 고려 개경 신덕전 |

|    |                             | 생몰년       | 부모                        | 비고                 |
| -- | --------------------------- | ------------ | --------------------------- | -------------------- |
| 부 | 세조 世祖                   | 미상 - 897년 | 의조 懿祖 원창왕후 元昌王后 | 태조 2년(919년) 추존 |
| 모 | 위숙왕후 한씨 威肅王后 韓氏 | 미상         | 미상                        | 태조 2년(919년) 추존 |

|       | 시호                                                              | 본관 | 생몰년       | 부모                        | 비고 |
| ----- | ----------------------------------------------------------------- | ---- | ------------ | --------------------------- | ---- |
| 제1비 | 신혜왕후 유씨 神惠王后 柳氏                                       | 정주 | 미상         | 유천궁 柳天弓 미상          |      |
| 제2비 | 장화왕후 오씨 莊和王后 吳氏                                       | 나주 | 미상         | 오다련 吳多憐 연덕교 連德交 |      |
| 제3비 | 신명순성왕후 유씨 神明順成王后 劉氏 신명순성왕태후 神明順成王太后 | 충주 | 미상         | 유긍달 劉兢達 미상          |      |
| 제4비 | 신정왕후 황보씨 神靜王后 皇甫氏 신정왕태후 神靜王太后             | 황주 | 미상 - 983년 | 황보제공 皇甫悌恭 미상      |      |
| 제5비 | 신성왕후 김씨 神成王后 金氏 신성왕태후 神成王太后                 | 경주 | 미상         | 김억렴 金億廉 미상          |      |
| 제6비 | 정덕왕후 유씨 貞德王后 柳氏                                       | 정주 | 미상         | 유덕영 柳德英 미상          |      |

| 봉작 | 시호                                    | 본관 | 생몰년 | 부모                                     | 비고            |
| ---- | --------------------------------------- | ---- | ------ | ---------------------------------------- | --------------- |
| 부인 | 헌목대부인 평씨 獻穆大夫人 平氏         | 경주 | 미상   | 평준 平俊 미상                           |                 |
| 부인 | 정목부인 왕씨 貞穆夫人 王氏             | 강릉 | 미상   | 왕경 王景 미상                           |                 |
| 부인 | 동양원부인 유씨 東陽院夫人 庾氏         | 평산 | 미상   | 유금필 庾黔弼 미상                       |                 |
| 부인 | 숙목부인 임씨 肅穆夫人 林氏             | 진주 | 미상   | 임명필 林名必 미상                       |                 |
| 부인 | 천안부원부인 임씨 天安府院夫人 林氏     | 경주 | 미상   | 임언 林彦 미상                           |                 |
| 부인 | 흥복원부인 홍씨 興福院夫人 洪氏         | 홍주 | 미상   | 홍규 洪規 미상                           |                 |
| 부인 | 후대량원부인 이씨 後大良院夫人 李氏     | 미상 | 미상   | 이원 李元 미상                           |                 |
| 부인 | 대명주원부인 왕씨 大溟州院夫人 王氏     | 강릉 | 미상   | 왕예 王乂 미상                           |                 |
| 부인 | 광주원부인 왕씨 廣州院夫人 王氏         | 양근 | 미상   | 왕규 王規 미상                           |                 |
| 부인 | 소광주원부인 왕씨 小廣州院夫人 王氏     | 양근 | 미상   | 왕규 王規 미상                           |                 |
| 부인 | 동산원부인 박씨 東山院夫人 朴氏         | 승주 | 미상   | 박영규 朴英規 국대부인 견씨 國大夫人甄氏 | 견훤의 외손녀   |
| 부인 | 예화부인 왕씨 禮和夫人 王氏             | 해주 | 미상   | 왕유 王柔 미상                           |                 |
| 부인 | 대서원부인 김씨 大西院夫人 金氏         | 서흥 | 미상   | 김행파 金行波 미상                       |                 |
| 부인 | 소서원부인 김씨 小西院夫人 金氏         | 서흥 | 미상   | 김행파 金行波 미상                       |                 |
| 부인 | 서전원부인 ▨씨 西殿院夫人 ▨氏           | 미상 | 미상   | 미상                                     |                 |
| 부인 | 신주원부인 강씨 信州院夫人 康氏         | 신천 | 미상   | 강기주 康起珠 미상                       | 광종의 양모     |
| 부인 | 월화원부인 ▨씨 月華院夫人 ▨氏           | 미상 | 미상   | ▨영장 ▨英章 미상                         |                 |
| 부인 | 소황주원부인 황보씨 小黃州院夫人 皇甫氏 | 황주 | 미상   | 황보순행 皇甫順行 미상                   |                 |
| 부인 | 성무부인 박씨 聖茂夫人 朴氏             | 평주 | 미상   | 박지윤 朴智胤 미상                       |                 |
| 부인 | 의성부원부인 홍씨 義城府院夫人 洪氏     | 의성 | 미상   | 홍유 洪儒 미상                           |                 |
| 부인 | 월경원부인 박씨 月鏡院夫人 朴氏         | 평주 | 미상   | 박수문 朴守文 미상                       | 성무부인의 조카 |
| 부인 | 몽량원부인 박씨 夢良院夫人 朴氏         | 평주 | 미상   | 박수경 朴守卿                            | 성무부인의 조카 |
| 부인 | 해량원부인 최씨 海良院夫人 崔氏         | 미상 | 미상   | ▨선필 ▨宣必 미상                         |                 |

| 작호 | 작호                                        | 이름      | 생몰년        | 생모              | 배우자                                                  | 비고                                      |
| ---- | ------------------------------------------- | --------- | ------------- | ----------------- | ------------------------------------------------------- | ----------------------------------------- |
| 1    | 혜종 惠宗                                   | 무 武     | 912년 - 945년 | 장화왕후 오씨     | 의화왕후 임씨 義和王后 林氏                             | 제2대 국왕                                |
| 2    | ▨▨태자 ▨▨太子                               | 태 泰     | 미상          | 신명순성왕후 유씨 | ▨▨공주 왕씨 ▨▨公主 王氏                                 |                                           |
| 3    | 정종 定宗                                   | 요 堯     | 923년 - 949년 | 신명순성왕후 유씨 | 문공왕후 박씨 文恭王后 朴氏 문성왕후 박씨 文成王后 朴氏 | 제3대 국왕                                |
| 4    | 광종 光宗                                   | 소 昭     | 925년 - 975년 | 신명순성왕후 유씨 | 대목왕후 황보씨 大穆王后 皇甫氏                         | 제4대 국왕                                |
| 5    | 문원대왕 文元大王                           | 정 貞     | 미상          | 신명순성왕후 유씨 | 문혜왕후 유씨 文惠王后 柳氏                             |                                           |
| 6    | 증통국사 證通國師                           |           | 미상          | 신명순성왕후 유씨 |                                                         |                                           |
| 7    | 대종 戴宗                                   | 욱 旭     | 미상 - 969년  | 신정왕후 황보씨   | 선의왕후 유씨 宣義王后 柳氏                             | 고려의 추존 국왕 제6대 국왕 성종의 아버지 |
| 8    | 안종 安宗                                   | 욱 郁     | 미상 - 996년  | 신성왕후 김씨     | 헌정왕후 황보씨 獻貞王后 皇甫氏                         | 고려의 추존 국왕 제8대 국왕 현종의 아버지 |
| 9    | 왕위군 王位君                               |           | 미상          | 정덕왕후 유씨     |                                                         |                                           |
| 10   | 인애군 仁愛君                               |           | 미상          | 정덕왕후 유씨     |                                                         |                                           |
| 11   | 원장태자 元莊太子                           |           | 미상          | 정덕왕후 유씨     | 흥방궁주 왕씨 興芳宮主 王氏                             |                                           |
| 12   | 조이군 助伊君                               |           | 미상          | 정덕왕후 유씨     |                                                         |                                           |
| 13   | 수명태자 壽命太子                           |           | 미상          | 헌목대부인 평씨   |                                                         |                                           |
| 14   | 효목태자 孝穆太子                           | 의 義     | 미상          | 동양원부인 유씨   |                                                         |                                           |
| 15   | 효은태자 孝隱太子 동양군 東陽君             | 원 垣     | 미상          | 동양원부인 유씨   |                                                         | 광종에 의해 처형됨                        |
| 16   | 원녕태자 元寧太子 진주낭군 鎭州郞君         |           | 미상 - 976년  | 숙목부인 ▨씨      |                                                         | 경종 원년(976년) 숙청                     |
| 17   | 효성태자 孝成太子 천안부원낭군 天安府院郞君 | 임주 琳珠 | 미상 - 976년  | 천안부원부인 임씨 | ▨▨공주 왕씨 ▨▨公主 王氏                                 | 경종 원년(976년) 숙청                     |
| 18   | 효지태자 孝祗太子                           |           | 미상          | 천안부원부인 임씨 |                                                         |                                           |
| 19   | ▨▨태자 ▨▨太子                               | 직 稷     | 미상          | 흥복원부인 홍씨   |                                                         |                                           |
| 20   | 광주원군 廣州院君                           |           | 미상          | 소광주원부인 왕씨 |                                                         |                                           |
| 21   | 효제태자 孝悌太子                           |           | 미상          | 성무부인 박씨     |                                                         |                                           |
| 22   | 효명태자 孝明太子                           |           | 미상          | 성무부인 박씨     |                                                         |                                           |
| 23   | 법등군 法登君                               |           | 미상          | 성무부인 박씨     |                                                         |                                           |
| 24   | 자리군 資利君                               |           | 미상          | 성무부인 박씨     |                                                         |                                           |
| 25   | 의성부원대군 義城府院大君                   |           | 미상          | 의성부원부인 홍씨 | ▨▨공주 왕씨 ▨▨公主 王氏                                 |                                           |

| 작호 | 작호                                        | 생몰년 | 생모              | 배우자                    | 비고          |
| ---- | ------------------------------------------- | ------ | ----------------- | ------------------------- | ------------- |
| 1    | 낙랑공주 樂浪公主 안정숙의공주 安貞淑儀公主 | 미상   | 신명순성왕후 유씨 | 경순왕 敬順王             |               |
| 2    | 흥방궁주 興芳宮主                           | 미상   | 신명순성왕후 유씨 | 원장태자 元莊太子         |               |
| 3    | 대목왕후 大穆王后                           | 미상   | 신정왕후 황보씨   | 광종 光宗                 | 경종의 어머니 |
| 4    | 문혜왕후 文惠王后                           | 미상   | 정덕왕후 유씨     | 문원대왕 文元大王         |               |
| 5    | 선의왕후 宣義王后                           | 미상   | 정덕왕후 유씨     | 대종 戴宗                 | 성종의 어머니 |
| 6    | ▨▨공주 ▨▨公主                               | 미상   | 정덕왕후 유씨     | 의성부원대군 義城府院大君 |               |
| 7    | 순안왕대비 順安王大妃                       | 미상   | 정목부인 왕씨     | 수명태자                  |               |
| 8    | ▨▨공주 ▨▨公主                               | 미상   | 흥복원부인 홍씨   | ▨▨태자 ▨▨太子             |               |
| 9    | ▨▨공주 ▨▨公主                               | 미상   | 대량원부인 이씨   | 허사문 許士文             |               |
| 10   | ▨▨공주 ▨▨公主                               | 미상   | 성무부인 박씨     | 경순왕 敬順王             |               |

| \| \| \| \| \| \| \| \| \| \| \| \| \| \| \| \| \| \| \| \| \| \| \| \| \| \| \| \| \| \| \| \| \| \| \| \| \| \| \| \| \| \| \| \| \| \| \| \| \| \| \| \| \| \| \| \| \| \| \| \| \| \| \| \| \| \| \| \| \| \| \| \| \| \| \| \| \| \| \| \| \| \| \| \| \| \| \| \| \| \| \| \| \| \| \| \| \| \| \| \| \| \| \| \| \| 장화왕후 \| 장화왕후 \| \| \| 신명순성왕후 \| 신명순성왕후 \| \| \| 태조 (1대) \| 태조 (1대) \| 태조 (1대) \| 태조 (1대) \| 태조 (1대) \| \| \| 신정왕후 \| 신정왕후 \| \| \| 정덕왕후 \| 정덕왕후 \| \| \| 신성왕후 \| 신성왕후 \| \| 장화왕후 \| 장화왕후 \| \| \| 신명순성왕후 \| 신명순성왕후 \| \| \| 태조 (1대) \| 태조 (1대) \| 태조 (1대) \| 태조 (1대) \| 태조 (1대) \| \| \| 신정왕후 \| 신정왕후 \| \| \| 정덕왕후 \| 정덕왕후 \| \| \| 신성왕후 \| 신성왕후 \| \| \| \| \| \| \| \| \| \| \| \| \| \| \| \| \| \| \| \| \| \| \| \| \| \| \| \| \| \| \| \| \| \| \| \| \| \| \| \| \| \| \| \| \| \| \| \| \| \| \| \| \| \| 혜종(2대) \| 혜종(2대) \| \| 정종(3대) \| 정종(3대) \| \| 광종(4대) \| 광종(4대) \| \| \| 대목왕후 \| 대목왕후 \| \| 대종 \| 대종 \| \| \| 선의왕후 \| 선의왕후 \| \| \| 안종 \| 안종 \| \| \| \| 혜종(2대) \| 혜종(2대) \| \| 정종(3대) \| 정종(3대) \| \| 광종(4대) \| 광종(4대) \| \| \| 대목왕후 \| 대목왕후 \| \| 대종 \| 대종 \| \| \| 선의왕후 \| 선의왕후 \| \| \| 안종 \| 안종 \| \| \| \| \| \| \| \| \| \| \| \| \| \| \| \| \| \| \| \| \| \| \| \| \| \| \| \| \| \| \| \| \| \| \| \| \| \| \| \| \| \| \| \| \| \| \| \| \| \| \| \| \| \| \| \| \| 경종(5대) \| 경종(5대) \| 경종(5대) \| \| \| 문덕왕후 \| 문덕왕후 \| \| 성종(6대) \| 성종(6대) \| \| 헌애왕후 \| 헌애왕후 \| \| 헌정왕후 \| 헌정왕후 \| \| \| \| \| \| \| \| \| \| \| 경종(5대) \| 경종(5대) \| 경종(5대) \| \| \| 문덕왕후 \| 문덕왕후 \| \| 성종(6대) \| 성종(6대) \| \| 헌애왕후 \| 헌애왕후 \| \| 헌정왕후 \| 헌정왕후 \| \| \| \| \| \| \| \| \| \| \| \| \| \| \| \| \| \| \| \| \| \| \| \| \| \| \| \| \| \| \| \| \| \| \| \| \| \| \| \| \| \| \| \| \| \| \| \| \| \| \| \| \| \| \| \| \| \| \| \| \| \| \| \| \| \| \| \| \| \| \| \| \| \| \| \| \| \| \| \| \| \| \| \| \| \| \| \| \| \| \| \| \| \| 목종(7대) \| 목종(7대) \| 목종(7대) \| \| \| \| \| \| \| \| \| 현종(8대) \| 현종(8대) \| 현종(8대) \| \| \| \| \| \| |           |           |           |              |              |           |           |            |            |            |            |            |          |      |          |          |           |           |           |          |      |      |          |          |
| |           |           |           |              |              |           |           |            |            |            |            |            |          |      |          |          |           |           |           |          |      |      |          |          |
| |           |           |           |              |              |           |           |            |            |            |            |            |          |      |          |          |           |           |           |          |      |      |          |          |
| |           |           |           |              |              |           |           |            |            |            |            |            |          |      |          |          |           |           |           |          |      |      |          |          |
| |           |           |           |              |              |           |           |            |            |            |            |            |          |      |          |          |           |           |           |          |      |      |          |          |
| 장화왕후 | 장화왕후  |           |           | 신명순성왕후 | 신명순성왕후 |           |           | 태조 (1대) | 태조 (1대) | 태조 (1대) | 태조 (1대) | 태조 (1대) |          |      | 신정왕후 | 신정왕후 |           |           | 정덕왕후  | 정덕왕후 |      |      | 신성왕후 | 신성왕후 |
| 장화왕후 | 장화왕후  |           |           | 신명순성왕후 | 신명순성왕후 |           |           | 태조 (1대) | 태조 (1대) | 태조 (1대) | 태조 (1대) | 태조 (1대) |          |      | 신정왕후 | 신정왕후 |           |           | 정덕왕후  | 정덕왕후 |      |      | 신성왕후 | 신성왕후 |
| |           |           |           |              |              |           |           |            |            |            |            |            |          |      |          |          |           |           |           |          |      |      |          |          |
| |           |           |           |              |              |           |           |            |            |            |            |            |          |      |          |          |           |           |           |          |      |      |          |          |
| 혜종(2대) | 혜종(2대) |           | 정종(3대) | 정종(3대)    |              | 광종(4대) | 광종(4대) |            |            | 대목왕후   | 대목왕후   |            | 대종     | 대종 |          |          | 선의왕후  | 선의왕후  |           |          | 안종 | 안종 |          |          |
| 혜종(2대) | 혜종(2대) |           | 정종(3대) | 정종(3대)    |              | 광종(4대) | 광종(4대) |            |            | 대목왕후   | 대목왕후   |            | 대종     | 대종 |          |          | 선의왕후  | 선의왕후  |           |          | 안종 | 안종 |          |          |
| |           |           |           |              |              |           |           |            |            |            |            |            |          |      |          |          |           |           |           |          |      |      |          |          |
| |           |           |           |              |              |           |           |            |            |            |            |            |          |      |          |          |           |           |           |          |      |      |          |          |
| | 경종(5대) | 경종(5대) | 경종(5대) |              |              | 문덕왕후  | 문덕왕후  |            | 성종(6대)  | 성종(6대)  |            | 헌애왕후   | 헌애왕후 |      | 헌정왕후 | 헌정왕후 |           |           |           |          |      |      |          |          |
| | 경종(5대) | 경종(5대) | 경종(5대) |              |              | 문덕왕후  | 문덕왕후  |            | 성종(6대)  | 성종(6대)  |            | 헌애왕후   | 헌애왕후 |      | 헌정왕후 | 헌정왕후 |           |           |           |          |      |      |          |          |
| |           |           |           |              |              |           |           |            |            |            |            |            |          |      |          |          |           |           |           |          |      |      |          |          |
| |           |           |           |              |              |           |           |            |            |            |            |            |          |      |          |          |           |           |           |          |      |      |          |          |
| |           |           |           |              |              |           |           |            |            |            |            |            |          |      |          |          |           |           |           |          |      |      |          |          |
| |           |           |           |              |              | 목종(7대) | 목종(7대) | 목종(7대)  |            |            |            |            |          |      |          |          | 현종(8대) | 현종(8대) | 현종(8대) |          |      |      |          |          |

|           |           |           |           |              |              |           |           |            |            |            |            |            |          |      |          |          |           |           |           |          |      |      |          |          |
|           |           |           |           |              |              |           |           |            |            |            |            |            |          |      |          |          |           |           |           |          |      |      |          |          |
|           |           |           |           |              |              |           |           |            |            |            |            |            |          |      |          |          |           |           |           |          |      |      |          |          |
|           |           |           |           |              |              |           |           |            |            |            |            |            |          |      |          |          |           |           |           |          |      |      |          |          |
| 장화왕후  | 장화왕후  |           |           | 신명순성왕후 | 신명순성왕후 |           |           | 태조 (1대) | 태조 (1대) | 태조 (1대) | 태조 (1대) | 태조 (1대) |          |      | 신정왕후 | 신정왕후 |           |           | 정덕왕후  | 정덕왕후 |      |      | 신성왕후 | 신성왕후 |
| 장화왕후  | 장화왕후  |           |           | 신명순성왕후 | 신명순성왕후 |           |           | 태조 (1대) | 태조 (1대) | 태조 (1대) | 태조 (1대) | 태조 (1대) |          |      | 신정왕후 | 신정왕후 |           |           | 정덕왕후  | 정덕왕후 |      |      | 신성왕후 | 신성왕후 |
|           |           |           |           |              |              |           |           |            |            |            |            |            |          |      |          |          |           |           |           |          |      |      |          |          |
|           |           |           |           |              |              |           |           |            |            |            |            |            |          |      |          |          |           |           |           |          |      |      |          |          |
| 혜종(2대) | 혜종(2대) |           | 정종(3대) | 정종(3대)    |              | 광종(4대) | 광종(4대) |            |            | 대목왕후   | 대목왕후   |            | 대종     | 대종 |          |          | 선의왕후  | 선의왕후  |           |          | 안종 | 안종 |          |          |
| 혜종(2대) | 혜종(2대) |           | 정종(3대) | 정종(3대)    |              | 광종(4대) | 광종(4대) |            |            | 대목왕후   | 대목왕후   |            | 대종     | 대종 |          |          | 선의왕후  | 선의왕후  |           |          | 안종 | 안종 |          |          |
|           |           |           |           |              |              |           |           |            |            |            |            |            |          |      |          |          |           |           |           |          |      |      |          |          |
|           |           |           |           |              |              |           |           |            |            |            |            |            |          |      |          |          |           |           |           |          |      |      |          |          |
|           | 경종(5대) | 경종(5대) | 경종(5대) |              |              | 문덕왕후  | 문덕왕후  |            | 성종(6대)  | 성종(6대)  |            | 헌애왕후   | 헌애왕후 |      | 헌정왕후 | 헌정왕후 |           |           |           |          |      |      |          |          |
|           | 경종(5대) | 경종(5대) | 경종(5대) |              |              | 문덕왕후  | 문덕왕후  |            | 성종(6대)  | 성종(6대)  |            | 헌애왕후   | 헌애왕후 |      | 헌정왕후 | 헌정왕후 |           |           |           |          |      |      |          |          |
|           |           |           |           |              |              |           |           |            |            |            |            |            |          |      |          |          |           |           |           |          |      |      |          |          |
|           |           |           |           |              |              |           |           |            |            |            |            |            |          |      |          |          |           |           |           |          |      |      |          |          |
|           |           |           |           |              |              |           |           |            |            |            |            |            |          |      |          |          |           |           |           |          |      |      |          |          |
|           |           |           |           |              |              | 목종(7대) | 목종(7대) | 목종(7대)  |            |            |            |            |          |      |          |          | 현종(8대) | 현종(8대) | 현종(8대) |          |      |      |          |          |

## 대중 문화속에 나타나는 태조
- 《용의 눈물》 (KBS, 1996년~1998년, 배우: 김경응)
- 《태조 왕건》 (KBS, 2000년~2002년, 배우: 최수종, 오현철)
- 《제국의 아침》 (KBS, 2002년~2003년, 배우: 최수종 이문수)
- 《천추태후》 (KBS, 2009년~2009년, 배우: 조명남)
- 《빛나거나 미치거나》 (MBC, 2015년, 배우: 남경읍)
- 《달의 연인 - 보보경심 려》 (SBS, 2016년~2016년, 배우: 조민기

영화
- 《태조 왕건》(1970년, 배우 : 신영균)

## 저서
- 《정계》(政誡) : 현재 전하지 않는다.
- 《계백료서》(誡百寮書) : 현재 전하지 않는다.

## 같이 보기
- 한국의 역사
- 훈요 10조 : 태조가 남긴 10가지 유훈
- DDH-978 왕건 : 대한민국 해군 소속의 충무공이순신급 구축함의 제4번함
- 후삼국시대
- 개성 왕씨
- 고려 세조
- 위숙왕후
- 왕평달
- 견훤
- 신검
- 궁예
- 왕식렴
- 후백제
  - 견훤 (900년 - 935년)
  - 신검 (935년 - 936년)
- 신라
  - 경명왕 (917년 - 924년)
  - 경애왕 (924년 - 927년)
  - 경순왕 (927년 - 935년)
- 발해
  - 대인선 (907년 - 926년)

## 참고 문헌
- 고려사
- 고려사절요
- 편년통록
- 동사강목

## 추가 문헌
- 고려 태조 왕건과 신라 경순왕 사이에 있었던 회담 내용에 관한 이야기가 경주 형사기원정사 용왕전 유래로 전해 오고 있으며 영주신문에 게재 후 논문 형식으로도 발행됨: "신라 경순왕(敬順王) 손국(遜國)협상 방법과 과정 결과에 대한 설화 전설 지역별 연구" http://yeongjunews.co.kr/index.do?menu_id=00000525&menu_link=/front/news/icmsNews/view.do&articleId=60608 보관됨 2023-02-27 - 웨이백 머신
- 신라 경순왕(敬順王) 손국(遜國)협상 방법과 과정 결과에 대한 유래 및 설화 전설 지역별 연구 논문  "합천문화 2022 제 39호"에 등재

## 같이 보기
- 안성 봉업사지

### 주해
1. 1 2  《고려사》 열전 권90, 권91에 기록된 태조의 자녀들은 태어난 순서에 따라 기록된 것이 아니라 생모의 서열순으로 기재되어 있다.

|}